# ヴェルル
ヴェルル (ドイツ語: Werl, ドイツ語発音: [ˈvɛrl]) は、ドイツ連邦共和国ノルトライン＝ヴェストファーレン州アルンスベルク行政管区のゾースト郡に属す市である。この街は2015年1月14日から「ヴァルファールツシュタット」（巡礼都市）という添え名を公式に名乗っている。

## 地理

### 位置
ヴェルルは、ザウアーラント、ミュンスターラント、ルール地方、ヘルヴェークの間の交通の便が良い肥沃な土地であるヴェルル＝ウナ沃野に位置している。市内の最高地点は、南部に位置する市の森の海抜 228.4 m である。最低地点は、市の北部ホーフ・フレルケの海抜 73.1 m である。ヴェルル市は、ヴェストファーレン盆地の南端に位置している。このため、市域の地形は、ほぼ平らであることが特徴である。ただし、市の南部は急速に上っている。ここには中低山地のハールシュトラングが伸びており、丘陵状のザウアーラントと盆地とを切り離している。ハールシュトラングを越えた南部にはヴェルルの市の森が広がっている。ここは、密な木々によって覆われた唯一の土地でもある。盆地の地域は耕作地が形成されている。
本市の周囲は 47.5 km、南北の幅は 9.5 km、東西の幅は 12 km である。

### 中級中心都市としてのヴェルル
周囲が田園に囲まれているのに対して、本市では、工業、商業、サービス業が盛んである。この地域の中級中心都市としてヴェルルは、一方では職場を提供しており、他方では広範な学校、市民大学による社会人教育、屋外プール、市立図書館、絵画学校、音楽学校、市の歴史博物館、地域を超えて重要な民俗博物館、歴史的旧市街を備えている。

### 市の構成

#### 地区
ヴェルル市には以下の地区が含まれる:
| - ブルーメンタール - ブートベルク - ビューデリヒ - ヒルベック - ホルトゥム | - マーヴィッケ - ニーダーベルクシュトラーセ - オーバーベルクシュトラーセ - ゼンネルン - ヴェステンネン |

本市の2015年12月31日現在の人口は 30,638人、このうち女性は 14,957人、非ドイツ人は 3,234人である。

### 隣接する市町村
ヴェルル市はゾースト郡の西部に位置しており、そのホルトゥム地区はウナ郡（ウナ市ヘンメルデ市区）との西の郡境を形成している。北は、ヒルベック地区とゼンネルン地区が郡独立市のハム市のリネルン管区と接している。やはり市の北部に位置するゼンネルンとニーダーベルクシュトラーセの両地区も市境に面しており、ヴェルヴァーのシャイディンゲン、イリンゲン、フレルケ地区と接している。東はマーヴィッケ地区がゾーストのオステンネン市区と市境を形成している。ヴェルルの南西に隣接するヴィッケデ (ルール) のシュキュッキンゲン都区との間はヴェルルの市の森が隔てており、南東部にはエンゼのフィールハウゼン地区が接している。南の市境はおおむねハールシュトラングに沿っている。

## 歴史

### 古代

#### 紀元前
最初の定住地跡は、早くも紀元前3000年頃の時代のものであると同定されている。古代から交通の便が良く（ヘルヴェークと南北の街道の2本のヨーロッパの重要な交易路がここで交差している）、大きなオークの森があり、水が豊かで、さらに重要な塩分を含む泉源が、定住地の発展に有利であった。最初の定住者は線帯文土器文化の担い手であった。彼らはザルツバッハ沿い、現在のザリーネンリング沿いおよび現在のウナ通り地区に定住した。定住地が拡大したことは、いくつかの陶片、火打ち石や焼けた後のある道具あるいは柱穴によって証明されている。人々は簡単な木組みの家に住み、様々な穀物を栽培する農業を営んでいた。家畜はウシ、ブタ、ヒツジ、ヤギ、後にはウマも飼っていた。ヴェルルの南部のヴルフス・アッペルホーフの裏手にも線帯文土器文化の定住地があったことが発掘品から証明されている。レッセン文化の定住跡も市内で4か所見つかっている。2つは市の森の中のシャイディンゲン付近にあるメルスターベルクの丘陵地、2つが市周辺部のヘルヴェーク平地にあった。ヴェルルの市の森の中にある青銅器時代の墳墓も古い入植地を示すものである。軍事施設建設時の緊急調査でいくつかの墳丘が掘り起こされ、出土品のリストが作成され、模範的な多層的資料が作成された。ベッカー通り沿いの発掘では、ローマ時代以前の鉄器時代末期の簡素な陶器が出土した。この黄土を焼いて作られた台（支持脚）は、炎の中に置かれていたもので、塩水を気化させる陶器の壺置きとして利用されていた。これは本市の塩製造を示す最も古い証拠である。

#### 紀元後
850年頃にリーテムでの塩の製造が初めて文献に記録された。本市はハールストラングの北向きの張り出し部に位置しており、城砦には理想的な立地であった。ヴェルル伯は900年頃にメシェデからヴェルルに移り、ヴェルル城を建設した。伯はその後さらにアルンスベルクに移った。その影響はドイツの皇帝一族にまで及んだ。950年頃に十字型の平面図を持つ私有教会が設けられた。これを建設したのはヘルマン1世伯であった。その基礎は発掘調査がなされた。この教会は1197年にアルンスベルク近郊のプレモンストラート会ヴェディングハウゼン修道院に寄進された。ヘルマン1世は、ゲルベルガと結婚した。ゲルベルガはヘルマン1世の死後シュヴァーベン大公ヘルマン2世と結婚し、後の皇妃ギーゼラ・フォン・シュヴァーベン（990年 - 1043年）の母親となった。ヴェルル伯ヘルマンとその母ゲルベルガ・フォン・ブルグントの名が1000年に文献に記されている。

### 中世
ヴェルルは1024年に Werla という表記で、初めて村落として記録されている。この村落は有力な伯家一門の所有地であった。Werla という名称の後半部分（la = loh = オークの森）は、オークの森にこの街の原型が造られたことを意味している。この年に皇帝ハインリヒ2世が逝去した。後継者にはザリエリ家のコンラートが選ばれた（皇帝コンラート2世）。彼は皇帝オットー1世の娘リウトガルトのひ孫であった。コンラートの妻ギーゼラは、ヴェルル伯ヘルマン1世の伯妃ゲルベルガ・フォン・ブルグントがシュヴァーベン公と再婚した後にもうけた娘であった。このため、ヘルマン1世とゲルベルガとの間に生まれたヘルマン2世・フォン・ヴェルルは、皇帝コンラート2世の義兄にあたる。

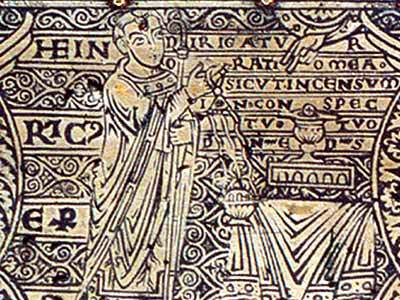
ハインリヒ・フォン・ヴェルル

皇帝と教皇との間の叙任権闘争は、1085年に皇帝側についていた伯家を直撃した。ヴェルル伯ハインリヒがパーダーボルン司教に指名されたのである。ハインリヒの兄弟であるルポルトとコンラートは伯領を同じ広さの管区に分けて統治することとした。ルポルトはヴェルル伯、コンラートはアルンスベルク伯となった。ヴェルルで鋳造された最も古い1092年頃の硬貨はヴェルル＝アルンスベルク伯コンラートを象っている。ルポルト伯は1100年にケルンの教会に所領を寄進している。ケルン大司教は、伯の教会の他にニコラウス礼拝堂を建設した。司祭アルベルトゥスが文献に記録されている。これが最も古い司祭の記録である。ヴェルルの教区教会は1197年にアルンスベルク伯によってヴェディングハウゼン修道院に寄進された。ヴェルルの司祭は、1803年まで修道参事会が指名していた。

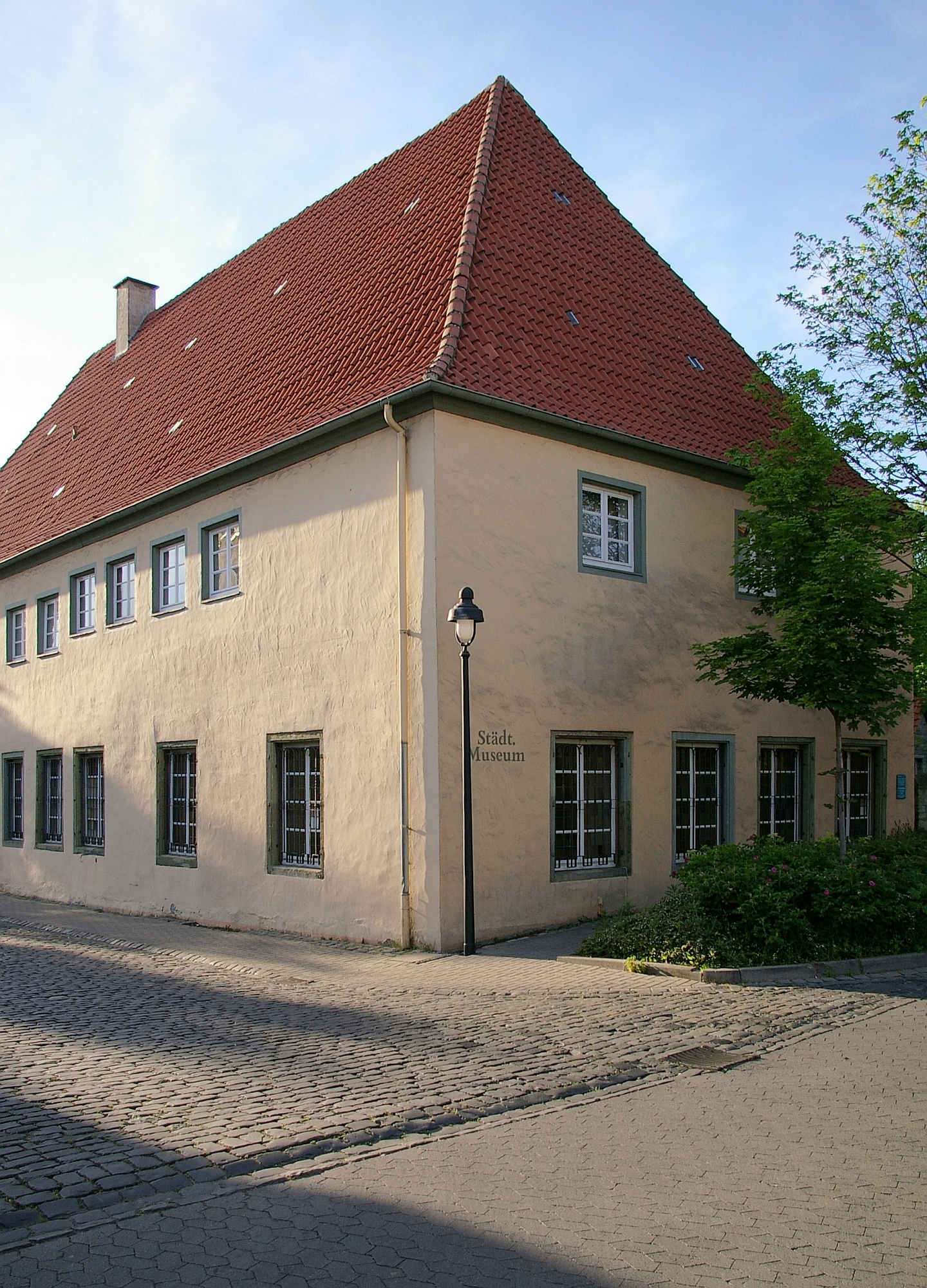
リーケンベルク館（市立博物館）

ヴェルル村は、ケルン大司教エンゲルベルト1世によって1218年（7月か?）に都市権を授けられた。1246年に初めてヴェルルの製塩業者が記録されている。1272年にヴェルル市にリベラルなリューテン法が授けられた。中世の動乱の中でヴェルルは常に様々な領主間の前線基地と見なされており、このためしばしば破壊され、市民はこれを根気強く復興した。そうした中、マルク伯エーバーハルト1世の軍勢が、1288年のヴォリンゲンの戦い後にこの街を占領し、破壊した。この街は規模を小さくして再建された。これが現在の旧市街にあたる。急襲や焼き討ちによる破壊は都市景観の絶え間ない刷新をもたらした。現在の首席司祭座教会聖ヴァルブルガ教会、リーケンベルク館（現在は市立博物館）およびいくつかの石造建築をはじめとするわずかな建物だけが大きな損傷を免れた。
13世紀末から市は参事会制度に基づき統治を行った。参事会には2人の市長 (Bürgermeister) と10人の参事会員 (Ratsherr) が参加した。これらは、製塩業者、商人、パン屋、農民の4つのギルトから選出された。製塩業者は、市長1人と参事会員5人を選出する特権を有していた。これによって生じた緊張状態は、1725年に貴族化した製塩業者がこの組織体制から脱退するまで続いた。ヴェルル固有の法律に関する最も古い記録は1324年2月25日のもの（裁判、参事会選挙、相続法）である。ヴェルルは1326年3月16日に大司教の城吏に対して、他のヴェルル市民と同様の税の支払いと警備作業への参加を要求した。1326年5月2日、参事会はビューデリッヒャー門の前にゲオルクス病院を開設した。ヴェルルの市庁舎は、1327年2月15日に初めて記録されている。製塩業者と他の3つのギルドとの間で紛争が起こった。これは参事会の議席配分を巡る争いであった。1382年2月16日に大司教フリードリヒ3世がこの争いを仲裁した。製塩業者は、他のギルド成員と同様の課税および警護業務に対する対価として、固有の裁判権を有することとなった。
ケルン大司教とマルク伯とのフェーデによってこの街は1389年に破壊されたが、すぐに再建された。ヴェルデ製塩業者の使者として飛脚は、たとえばフレルケやコルヴァイ、さらにはケルンにまで使いした。使者は、職業の証として「ドリュッセルシルト」と呼ばれる市の紋章をあしらったものを胸につけていた。これが郵便制度の先駆けとなった。1428年5月4日の豪雨による洪水で大きな被害を受け、家具は家から押し流され、家畜が溺れ、市壁が倒壊した。
市は1437年にヴェストファーレンの騎士や都市の世襲領統合を受けた。1444年から1449年までのゾーストのフェーデでは、ゾーストと対立したケルン大司教に味方し、大きな敗北と損害を被った。大司教はヴェストファーレンにおける宗教裁判所をゾーストからヴェルルに移転することでこれに報いた。ヴェルルで年に6回マーケットを開催する市場法は1460年に発効した。市長フーノルト・グレーヴェは、1481年と1482年に参事会における製塩業者の優位を打破しようと試みた。ケルン大司教は1485年11月10日にこの争いを仲裁した。彼は古い習慣に基づき製塩業者が参事会の議席の半数を占めることを正当であると認めた。この街は1486年3月2日に火災によってその半分が破壊された。古くからの慣習であったヴェルルからゾーストへのウルリヒスパレードは、1504年に最終的に中止された。その原因はゾーストのフェーデでのゾーストとの敵対関係であった。宗教改革の兆しとして、1515年12月7日に大司教の代官に対する反乱が起こった。指導者たち（ルーダック、クニルフェ、バトヴィンダー）は大司教ヘルマン5世によって処刑された。ヴェルルの重要な社会団体カランツ兄弟団が結成された。

### 近世

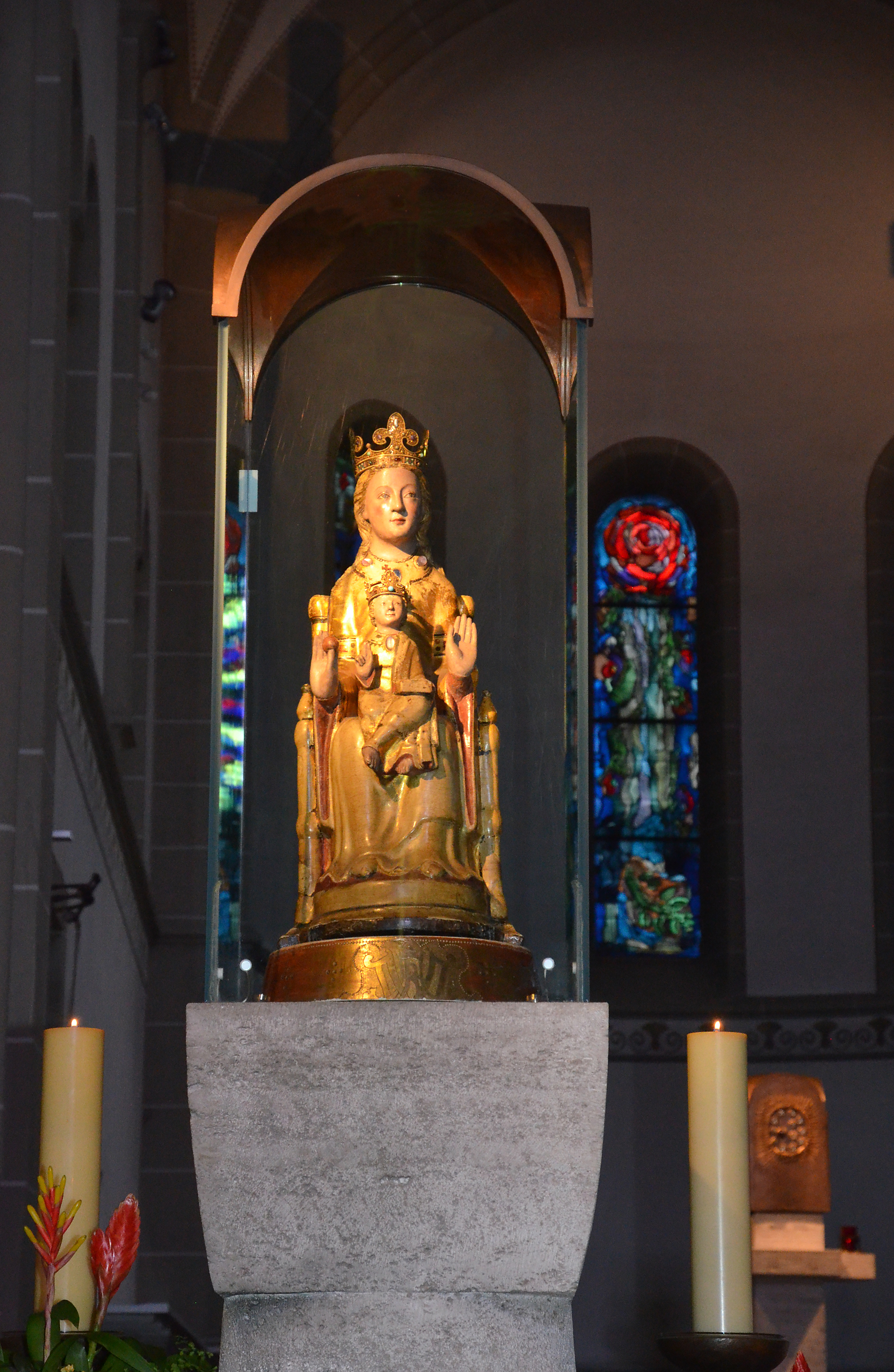
ヴェルルの聖像

近世の都市の発展は様々な事件の影響を大きく受けた。大司教ヘルマン5世は1522年頃にヴェルルの城館を建設した。市参事会は市門（バールス門）を建設した。1518年にペスト禍が街を襲った。1528年にもペストが流行し、かなりの犠牲者が出た。1549年4月22日に市のおよそ半分が焼失した。1550年3月13日には、ツィンマークネヒトのゲルト・バルケンが街に放火した。この火災で107棟の家屋が焼失した。放火犯はシュタインクーレで処刑された。1580年から1581年のペスト禍では、約2200人が死亡した。ケルン大司教ゲプハルト1世・フォン・ヴァルトブルクは1583年にヴェルルでのカトリックの宗教活動を禁止した。司祭のベルンハルト・テューテルは捕らえられそうになったが、逃亡して逮捕を免れた。彼は後にヴェルルの司祭に復帰し、首席司祭座教会に葬られた。ヴェルルは1584年に再びカトリックに復した。1586年にマルティン・シェンク・フォン・ニデッゲンがこの街を占領した。彼は退却前のヴェルル近郊の戦いでヴェストファーレン公の軍勢に勝利した。1613年と1617年にもペストが流行し、かなりの死者が出た。ヨハン・フォン・ゲッツェン将軍が率いるカトリック軍が1636年9月29日にヘッセン兵を追い払い、街で略奪を行った。彼らは再びこの街にペストを持ち込んだ。カプチン会は1645年にこの街に進出した。1657年3月4日夜の火災は、2時間の内に 125軒の家屋、42棟の塩倉、30棟の納屋を焼いた。市長のカスパーゲッデを代表とする参事会は、今後3月4日には火災のパレードを行うという誓いを1657年3月21日に立てた。1661年、カプチン会修道士が12世紀からゾーストのヴィーゼン教会で崇拝されていたマリア像「ヴェルルの聖像」を公開し、聖像への巡礼を組織し始めた。これ以後数え切れないほどの巡礼者がこの聖母像の元を訪れた。1673年にブランデンブルク軍がこの街を占領したが、得るものなく再び退却した。この街は製塩業によって経済的隆盛を得たが、これ以外の手工業者や街に護られながら市壁の前に農場を有する街農民も発生していた。

#### 魔女裁判
1630年頃の魔女狩りの時代には、魔女審問官のハインリヒ・シュルトハイスがヴェルルでの魔女裁判を執行した。
20人の魔女裁判の犠牲者が記録された不完全な魔女の火刑リストが、回想と警告のために遺されている。魔女として告発されたおよそ70人の女性が火刑に処された。ヴェルル市議会は2011年12月15日に魔女裁判の犠牲者に対する社会的名誉回復を満場一致で宣言した。

### 17世紀の街の様子

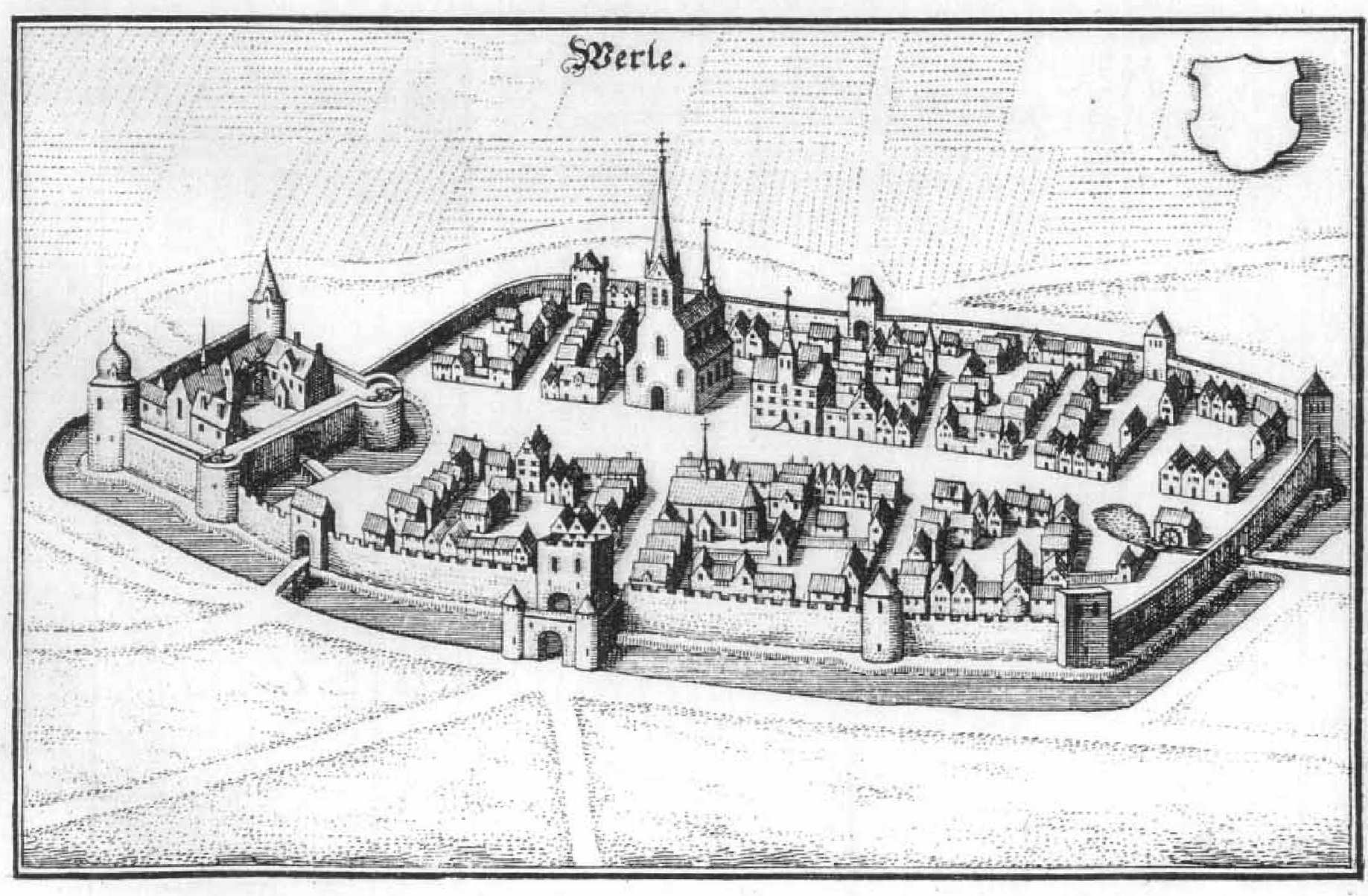
1647年に出版されたマテウス・メーリアンの銅版画に描かれたヴェルル

かつての伯の城砦跡に建てられた市教会と大きなマルクト広場が街の中心を形成していた。市門はこの中心からそれぞれほぼ同じ距離にあった。この防御を固めた街の平面図は、ほぼ中央で交差する2本の通り沿いに形成されていた。この2本の通りにはそれぞれ市門が設けられていた。最も重要な建物は、1519年に建設された選帝侯の城館で、この城は同時に都市防衛施設の一部となっていた。4つの市門にはそれぞれ紋章が掲げられていた。市場の開催日や特別な機会には、門、教会塔、市庁舎に遠くからも見えるように旗が掲揚された。門の近くでは多くの通りや小道が合流しており、何本かの通りは街を通り抜け、素早い往来を保証されていた。シュタイナー通りなどいくつかの通りは舗装されていた。
ヘルヴェークの交差点のエンゼ側には、民衆が「Lawrakerk」と呼ぶ聖母教会があった。この建物の近くにはおそらくダンク修道院が存在した。この修道院は1563年に「leven Frouwen Kerck」という表記で初めて文献で確認できるが、教会自体はこれよりもかなり古い。教会は大きく、美しく改築された。
1661年の巡礼図には、中に鐘が吊り下げられた塔が描かれている。1629年に聖ウルズラが守護聖人とされ、パーダーボルンで購入されたピエタ像が広場に設置された。南側の付属の建物は巡礼者や旅人に、保護や休憩の機会を提供した。これを解体する際、ケルン大司教は、この場所に聖人像を祀る礼拝堂を建設するよう命じた。市は「精神活動に適した」礼拝堂を建設した。
ヘルヴェークからシュタイナー門に至る通りは「シュタイナーシュタインヴェーク」と呼ばれ、「シュテンクーレン」という大きな採石場に通じていた。クロイツカンプにはシュタイナーホーフの古い集会広場があった。この広場は公共の空き地とされ、十字架とベンチが設けられていた。
ヘルヴェーク沿いの通行遮断器の近くに監視小屋があった。それはここを通る商人・運輸業者から通行税を徴収する場所であった。その西側には1311年に建造された礼拝堂を持つ「アントニウスの庵」があった。ここに住む隠者は寝室と食事を提供していた。隠者はビールを醸造し、街の家畜のための飼料を集めた。
ヴィッケダー通りとヘルヴェークとの角に1935年に十字架が建てられた。これは聖像を祀った祠を記念するものであった。1667年の「聖母の訪問のパレード」の変更に関する記録は以下のように記している: 「巡礼はアントニウスの庵から聖ゲオルギー礼拝堂へ進み、さらに700歩。そこで同じように短い祈祷を唱え、貧しい病人やレプラ患者に施しを与える。」この礼拝堂は老人施療院に属していた。施療院は病気の旅人を手当てするために、1330年に設けられた。その後この建物はハンセン病患者や他の病人の住まいとして利用された。敷地内には、多目的に利用される建物や、洗濯小屋、庭、墓地、泉があり、地所は壁で囲まれていた。礼拝堂の塔からはヘルヴェークの旅人を観察することができた。リーベフラウエン通りの外塁前にはブドウ畑があったが、ワインの品質については伝えられていない。ブドウ栽培はおそらく14世紀後半に遡る。その頃は穏やかな気候であった。ハウプト通りには主に職人、運送業者、商人、宿屋、飲食店が店や住居を構えていた。街の名士や城吏（主に製塩業者の一族であった）もこの辺りに住んでいた。後に製塩業者は主にザルツプラッツや郊外に移り住んだ。内市街よりも人が少なく、火災の危険性が低いためである。城吏もそれと同じようであった。パン屋はベッカー通りで営業していた。革なめし職人、ビール醸造業者、染色職人、織物職人は、水辺に集まっていた。
マルクト広場の中央にはペテロの像がある泉が設けられていた。さらし柱は、重い刑罰を受けた罪人をさらし者にするために用いられた。ゾーストの物と似た刑具のつるし刑台は現在のザントガッセの池の畔にあった。いくつかの小売商店がマルクト広場を縁取っていた。楼門がマルクト広場と教会広場とを分けていた。ケルバーマルクトに面した聖ラウレンティウスと聖エリーザベトの礼拝堂を持つ病院は1320年に初めて記録されており、1961年に取り壊された。その場所には、2006年までフィッカーマン社の社屋があった。病院の近くにベギン会の会館があり、信仰心の厚い女性住民たちが女性宗教団体を形成していた。そこでの仕事はロウソク作りであった。この建物は20世紀末に取り壊された。聖ゲオルク礼拝堂と固有の墓地を持つ老人施療院および、宿舎と礼拝堂を持つアントニウスの庵は市の防衛施設の外側のヘルヴェーク沿いにあった。

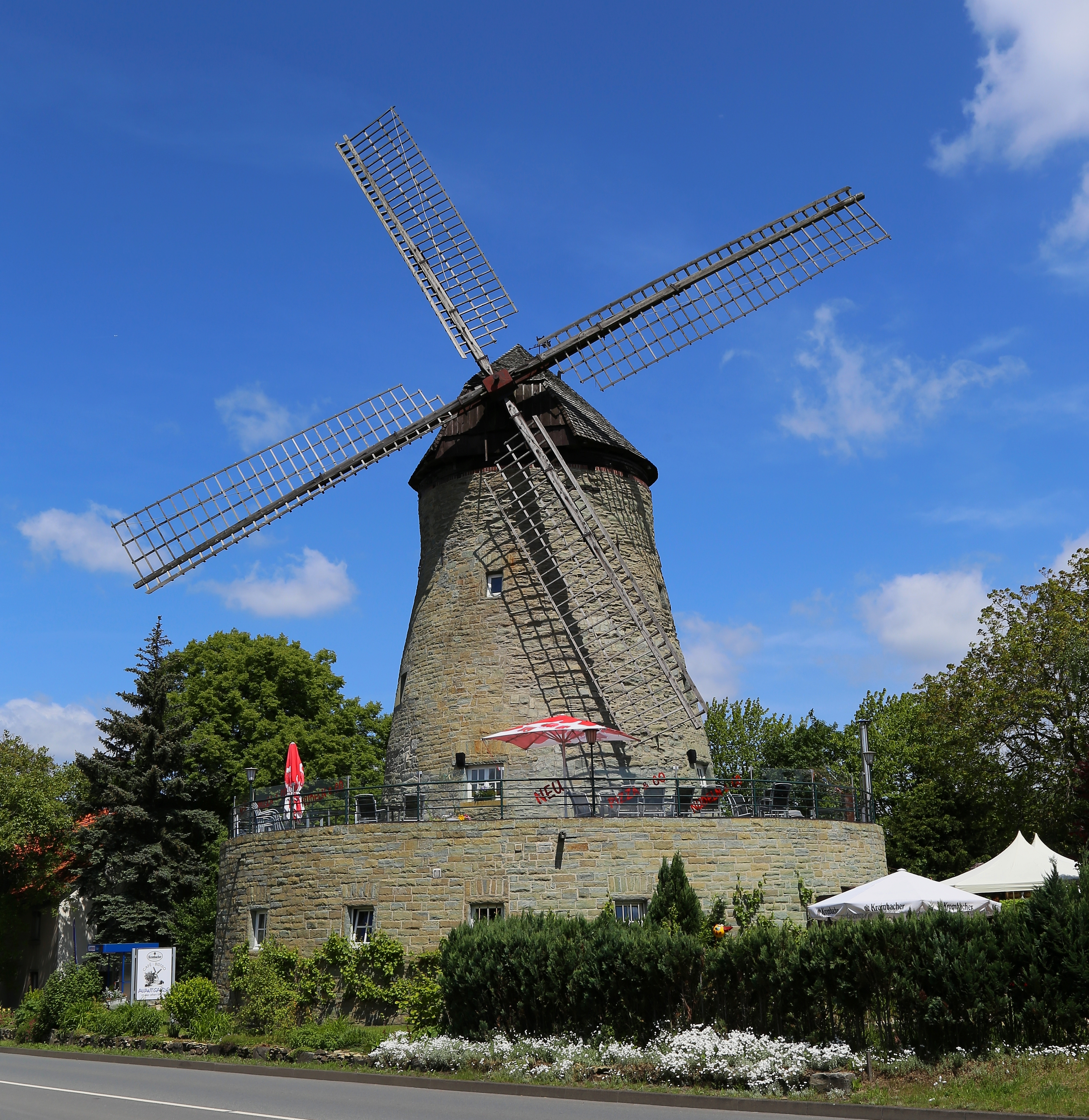
ヴェルルの風車

ハールシュトラングからの小川はいずれも市街地に向かって流れており、こうした豊かな水源のために洪水が繰り返し起こった。洪水から護るために住宅地の周辺には水路システムが設けられており、効率的な排水がなされ、同時に雑用水や消火用水の水源にもなっていた。この水は、市の周囲にめぐらされた市の濠や大きな池、ザルツバッハ川に流れ込んでいた。飲用水を確保するために、170か所の泉が設けられていた。各戸に固有の泉や井戸はなかったため、泉の水を管理する共同体が形成されていた。市内には池や家畜用の水飲み場があり、消火用水や家畜の飲み水として利用されていた。市壁外にも池や家畜用水飲み場があった。市は水車1基と風車2基を運用していた。このうち1基が現存しており、保護文化財に指定されている。
住民の食糧を確保するために、市は様々な建物に食料を保存していた。これは、特に戦争時の包囲戦や凶作の時には重要であった。いくつかの大きな倉庫がこの目的のために建造された。穀物は市庁舎や教会の屋根裏あるいは聖十字架塔に保管された。その他の物資保管は住民により菜園や果樹園の施設で行われた。城館の兵士も独自の菜園を有していた。土地は通常柵、壁、あるいは生け垣で囲まれていた。こうした壁のいくつかは市内に現存している。

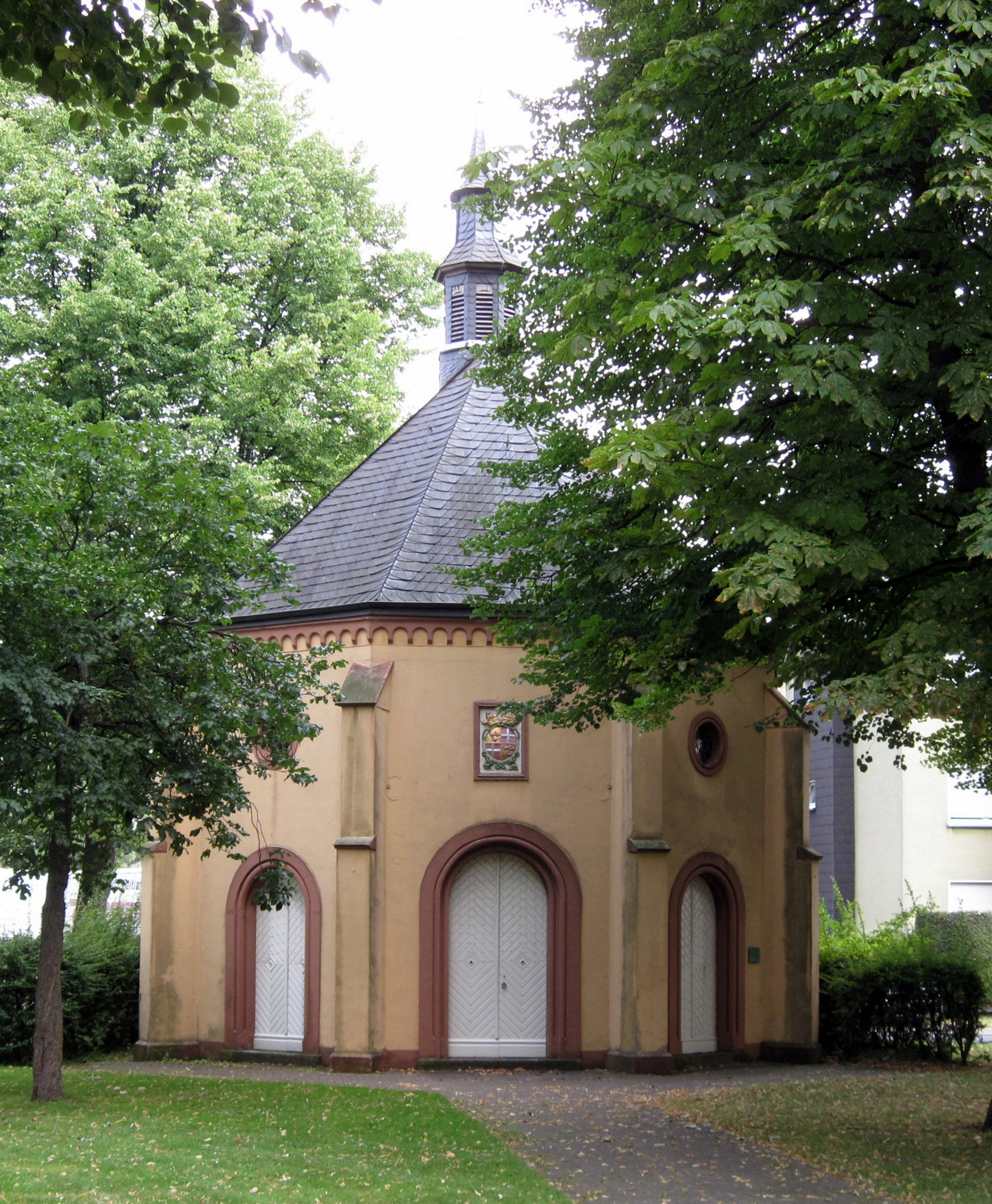
ゲンゼフェーデ礼拝堂

市は、市壁の外に「フェーデン (ドイツ語: Vöhden)」と呼ばれる耕作地を有していた。この土地は家畜の牧草地・放牧地として住民に利用されていた。現在も当時の用途にちなんでゲンゼフェーデ (ドイツ語: Gänse = ガチョウの複数形）と呼ばれている。聖ゼバスティアヌスおよび聖ファービアン射撃兄弟団ヴェルルの農場管理者によって管理されていたフェーデンは分割され、複数の管理者によって運営された。旧メルスター門の向かい側にあったゲンスフェーデはメルスター農場の Thyggeplatz でもあった。ここには裁判所もあった。1594年の文書にその様子が記述されている。この場所には古いしきたりに従って、贖罪の十字架が設けられていた。ゲンゼフェーデ礼拝堂は、当時のパレードにおける4つの主要な経由地の1つであった。創建したのは聖堂参事会員で男爵のヨハン・ハインリヒ・フォン・ゲルツェン（フォン・ジンツィヒ）であった。礼拝堂の西側面に彼の紋章が掲げられている。
ザルツプラッツは製塩のための重要な場所であった。発掘調査の結果その起源はハルシュタット時代にまで遡る。塩は、自家用だけでなく、集落外との交易に用いられた。製塩の敷地は市域の北西部ほぼ全域を占めた。17世紀まで塩水は市壁内で採取されたのだが、その後市壁外の現在のクアガルテン周辺でも採取された。塩水はいくつかの煮沸所に運ばれ、枝条架装置の壁面を流れ落ち、水が蒸発する。残留物は大きな煮沸釜で煮沸される。かつては20軒の製塩業者が煮沸する権利を有しており、それぞれの割り当て分の煮沸作業を行っていた。このためザルツプラッツには数多くの枝条架装置、煮沸小屋、保存・乾燥小屋などが設けられていた。最大の泉ミヒャエリスブルンネンがこの敷地の最も高い辺りにあった。この泉には木製の樋が取り付けられていた。この他ザルツプラッツにはザルツバッハの石炭および資材倉庫の搾油水車、納屋、製塩労働者のための住居といった建物があった。塩の生産は3月から12月まで行われ、それ以外の月には必要な保守作業が行われた。ザルツプラッツは市壁で護られておらず、防御柵で他の市域と隔てられていた。乗り物は遮断機を通って行き来していた。
市内の通りは一部しか舗装されておらず、他の部分は砂利や砂が盛られ、灰や板敷きの箇所もあった。他の通りは排水溝が設けられているだけで、雨天には泥だらけの状態となった。この集落の地理的好条件によって溢れた水による不利は比較的早く修復された。この頃、洪水が何度も起こり、家畜が溺死したり、耕作地が壊滅したりすることもあった。同時にネズミの害が起こり、ネコやイヌを飼うといった対策はほとんど成果を上げなかった。これにより食糧不足が続いた。

### 18世紀から19世紀
13世紀第1四半期のヴェルル市創設に伴い、製塩業者の特別な権利を有する共同体への変化が市民の中で興った。彼らは、領主や皇帝から与えられた特権を行使し、ヴェルルの塩泉源を管理下に置き、1627年には新製塩工場を吸収することで、専売権を獲得しようとする領主の企てを頓挫させてきた。市内では、厳格なメンバー管理がなされた世襲製塩業者が支配階級を形成し、彼らが主張する特別な地位を巡って他の市民と激しい紛争が繰り返された。こうした内市街の反目状態は、1708年に世襲製塩業者が帝国騎士に叙せられ、1725年に都市の自治体運営から離れて地方貴族になったことで終息した。
1738年に火災が起こり、シュタイナー通りのグロッケン薬局からグロッケン旅館までの43軒が焼失した。大きな損害を出した火災は他にもあり、1744年5月17日から18日にかけての夜には、放火によってケムパー通りの44軒の建物が焼失した。放火犯の20歳の仕立て職人はオルペで処刑された。1750年には家畜小屋から出火し、約900棟が焼け、513人が犠牲となった。被災者は5年間税の支払いを免除された。
1756年から1763年の七年戦争で市は大きな損害と多くの死傷者を出した。1761年のフェリングハウゼンの戦いではヴェルル城が破壊された。この城館はその後再建されなかった。ヴェルルは1803年に世俗化されたヴェストファーレン公領とともにヘッセン＝ダルムシュタット方伯の支配下に置かれた。この街は1816年にプロイセン領となった。

1900年頃のへーフェファブリーク

ヴェルルでは19世紀に急速な発展が始まった。最初の工業系企業と鉄道網への接続が、それまでの農業都市に活気をもたらした。当時の重要な工業系企業が、蒸留酒製造業から発したヘーフェファブリーク・ヴルフであった。この会社は20世紀の初めまでこの街の最も重要な地元工場であった。ヘーフェファブリークは1909年に「F. ヴルフ A.G.」に改編された。1973年までB1号線でこの街を通り抜ける途上に特徴的な建物があった。その建物は、一時期ヨーロッパで最も高い建物と見なされていた。
1855年、ゾースト - ドルトムント線の駅が市内に設けられた。

### 20世紀

#### 国家社会主義の覇権
国家社会主義の時代は、ヴェルルにもその痕跡を留めている。1933年5月28日にヴェルルの突撃隊第32/98大隊がゲンゼフェーデに旗を掲げた。ゾースト、ヴェルヴァー、オステンネン、バート・ザッセンドルフからの突撃隊員がゲストとしてやって来た。掲揚は地域指導者であるハーゲンのシュルテ＝ヘルマンが取り仕切った。
ヒトラーの権力掌握に伴い、ヴェルル出身のフランツ・フォン・パーペンがドイツ国副首相に就任した。この時代の最大のできごとの一つがアドルフ・ヒトラー、パウル・フォン・ヒンデンブルク、フランツ・フォン・パーペンへの名誉市民の称号授与であった。パーペンは個人的に式典に参加した。1933年8月23日、数千人の突撃隊および親衛隊がゲンゼフェーデに集中隊形で整列した。周辺地域のほとんどすべての地元クラブもパレードを行った。パーペンは15時頃に姿を現した。式典の後、彼は住民たちの歓呼の中、市内を練り歩いた。街は、通りを跨ぐアーチ、花飾り、旗やハーケンクロイツで飾り立てられた。
1933年、ヴェルルには37人の世襲農場所有者がいた。彼らは Bauer と名乗る資格があった。大土地所有者や貸し農園の所有者などは Landwirt とだけ称することができた。1933年9月にドイツ食糧同盟が設立され、農業製品を生産、加工、販売する者がこれに属した。その原則は、共同体の利用を個人の利用に優先させることであった。

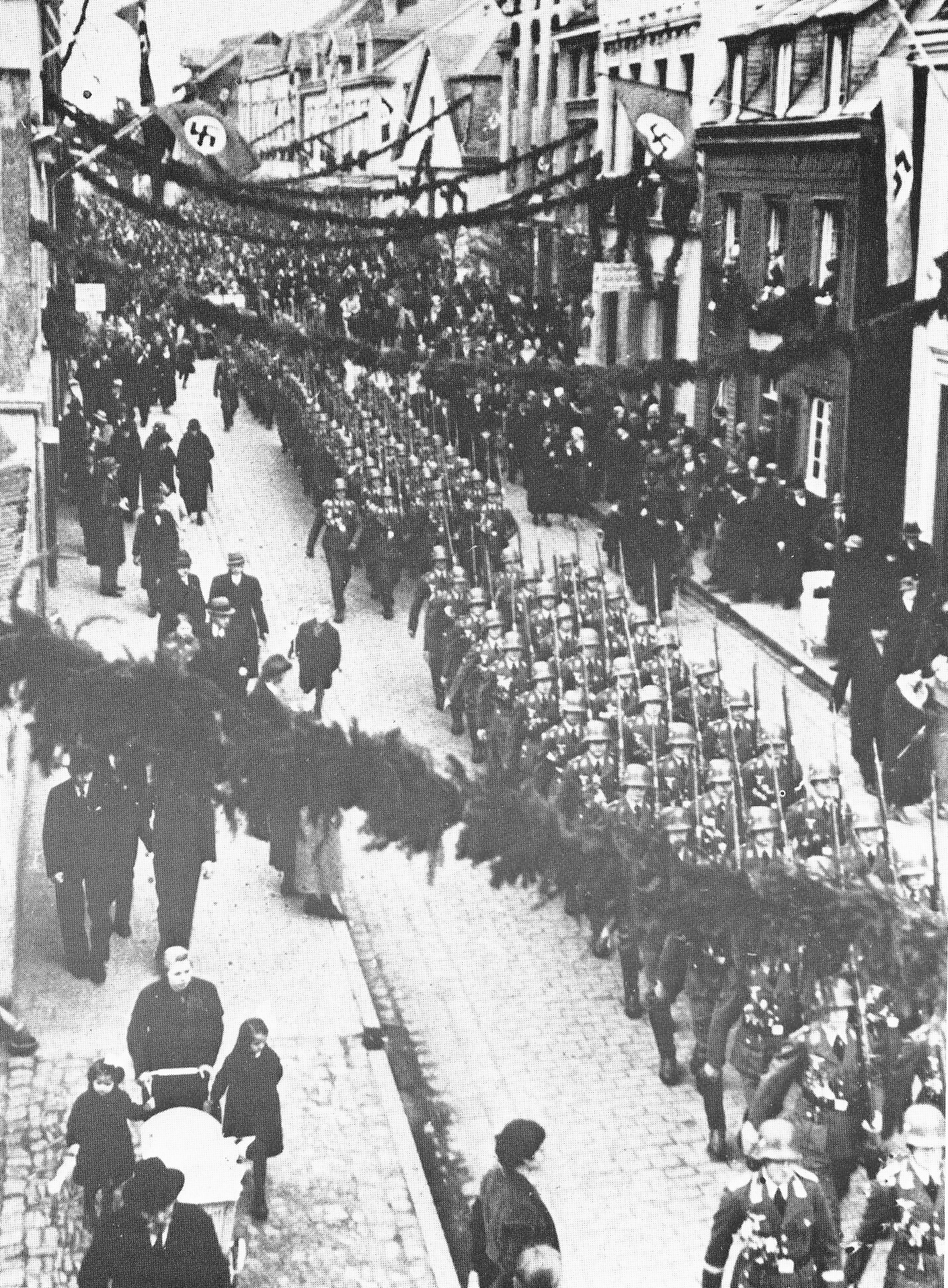
1936年の空軍基地開設記念パレード

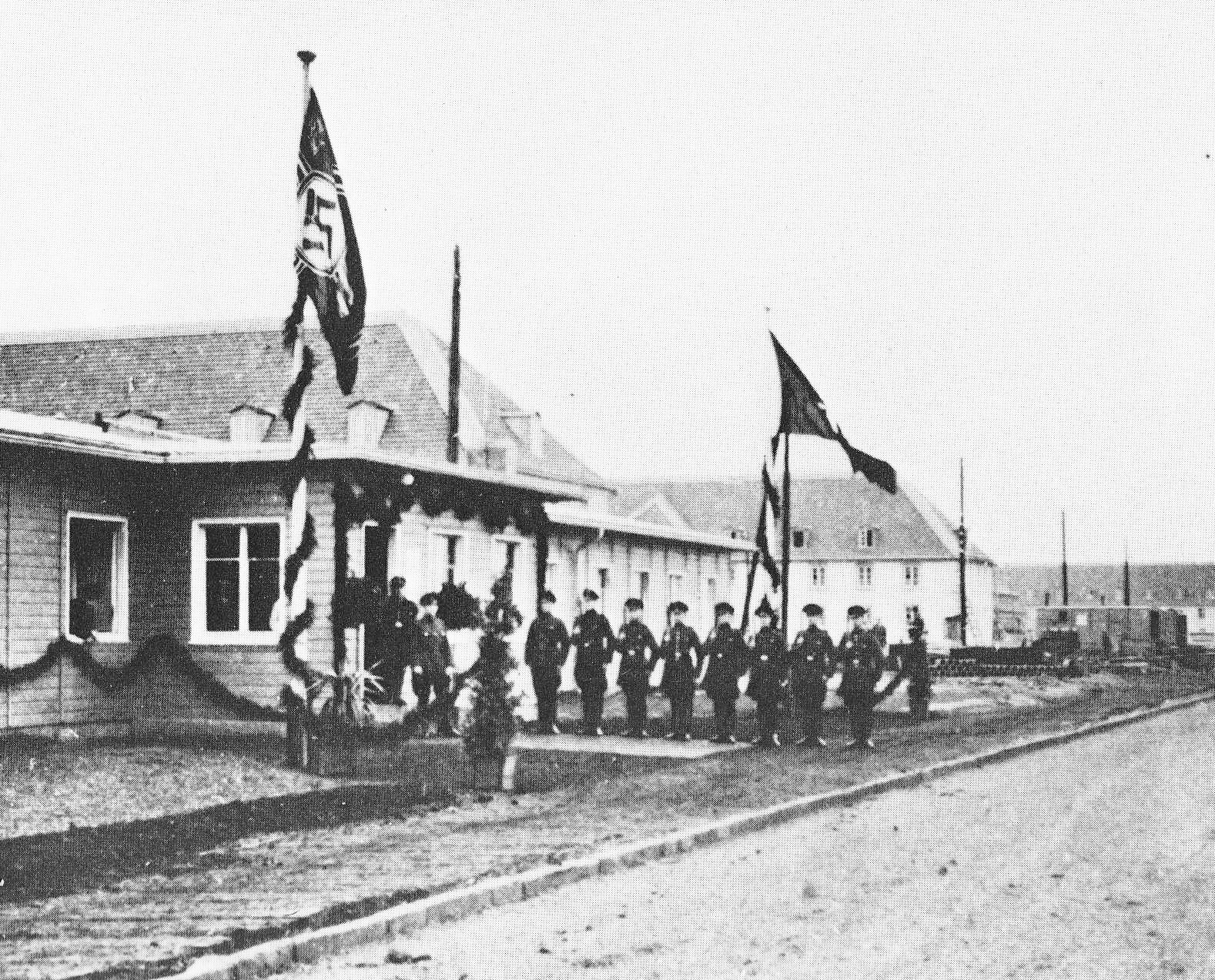
1936年のヴェルル空軍基地

1920年代末に滑空競技を愛好する市民がドイツ滑空競技連盟 Hilfswerk Baukursus の下で利益共同体としての活動を行った。彼らは、1934年にオーベラー・シュタイナー通りに活動拠点を設け、理論的な航空教育を実施した。参加者は自前のグライダー飛行機を製作した。1935年3月3日、「エルスター・フォン・ビルケンバウム」と「ハールフォーゲル」が公開された。このグループは 1937年にナチの航空隊に編入された。
1938年3月、オーストリア併合に関する住民投票の際、「一つの民族 - 一つの国家 - 一人の指導者」や「あなたの票を総統に！そうだ！」といった横断幕が貯蓄銀行の建物に掲げられた。投票日夕方のたいまつ行列で燃え尽きた薪の山がマルクト広場の建物前に積み上げられた。この街の有効投票数 5451票のうち、ヒトラーへの賛成票が 5451、反対が 53、棄権は 3票であった。
ヴェルル刑務所の約 2000人の収監者が軍需品を生産した。そのために刑務所の敷地内に、当時ドイツ最大のホール「フェルトルプ＝ハレ」が建設された。有罪判決を受けた犯罪者は主に機械工作に従事した。政治犯は特別な機械での労働に配属されず、しばしば刑務所間を移送された。戦後このホールは解体され、国外に運ばれた。
収監者の高い死亡率と木材不足のためクラップ棺が開発、製造された。葬式の間、この棺は掘られた墓穴の上に置かれ、棺を持つ人が機構を操作すると2枚の底板が開き、遺体は油紙に包まれ、あるいはそのまま、墓穴に落とされる仕組みである。この棺は繰り返し使うことができた。
ゾースター通りのドマークは、従業員1,000人以上の大きな兵器工場であった。この工場は1941年頃に完成した。ここでは起爆装置や榴弾が製造されていた。男女約600人のソヴィエト人がここで強制労働に従事させられた。寝泊まりは近くの柵で囲まれたバラックであった。地元ではこの収容施設をドマーク＝バラックと呼んでいた。広さ約 1.5 ha の敷地に、全部で10棟の居住小屋、作業小屋、監視小屋があった。6棟居住小屋は広さ 480 m2 であった。監視小屋には射撃練習用スペースがあった。収容所の建設費、運営費用、食事の提供はドマークが行っていた。有刺鉄線の柵は高さ 2.5 m でコンクリートの支柱で支えられていた。労働者は、時々、監視付きで、衣服の上の見える場所に「東のマーク」をつけた上で、グループでの外出が許可された。しかし住民との接触は許されていなかった。一般住民はこの収容所に入れなかった。
戦時中プロパガンダ用映画館として利用されていたウニオーン＝ザールは住民に知られていた。ここでは、KdFの娯楽イベントが数多く開催された。戦後ここにはウニオーン＝ヴェルクが入居した。このホールは私的なイベントにも利用された。

#### 第二次世界大戦

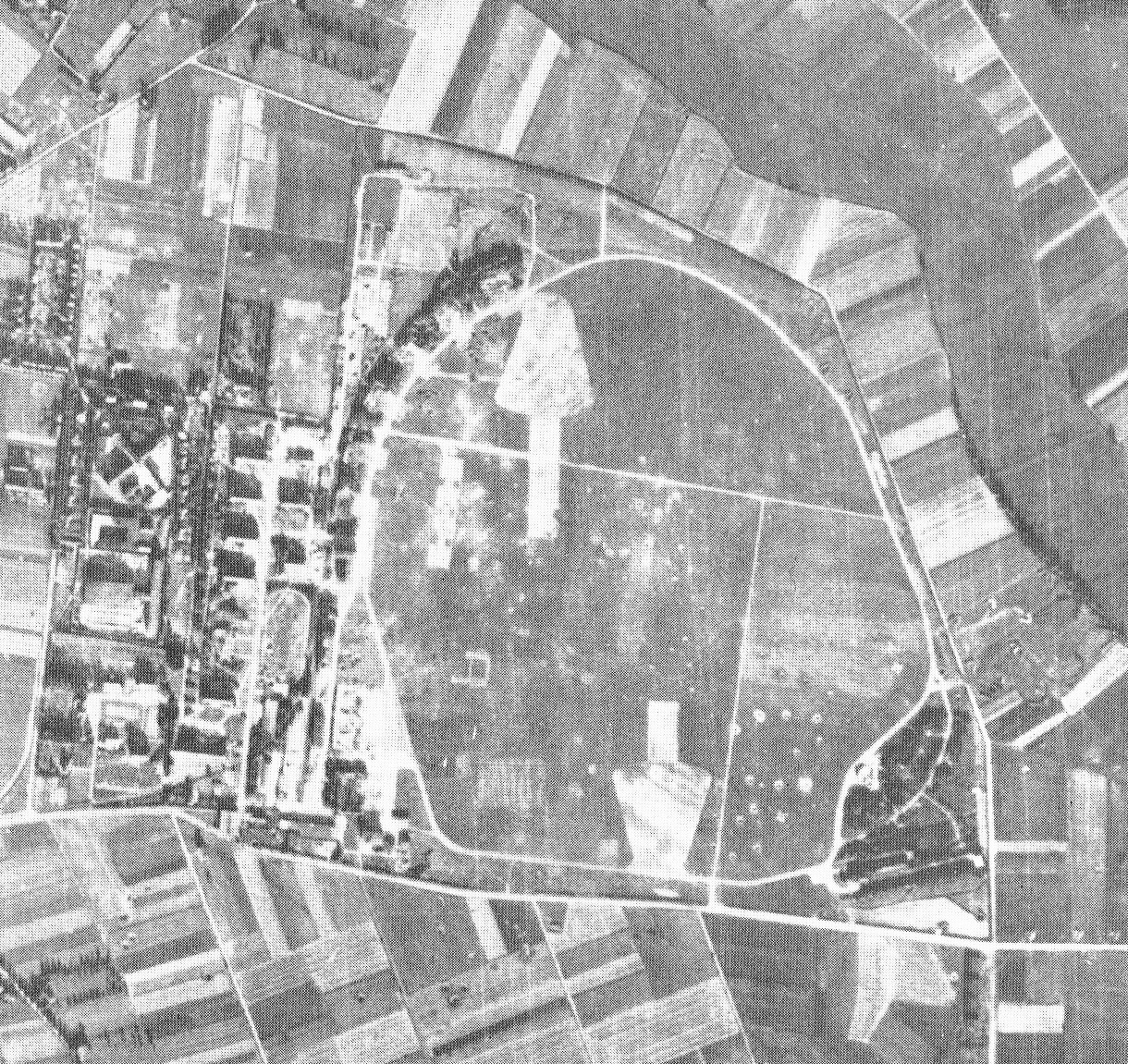
1945年にアメリカ軍が撮影したヴェルル飛行場

この街は第二次世界大戦中、何度も被害を受けた。最初の爆撃は1940年7月14日で、ヘルマン＝ゲーリング通り（現在のランゲンヴィーデンヴェーク）の家屋数軒が損傷した。1944年4月19日にはアメリカ軍のヴェルル軍事飛行場周辺に対する攻撃で132人が死亡、134人が負傷した。約60機の飛行機が3波に分かれ飛来し、約10分間に約2000発の焼夷弾と1200発の破裂弾を市内に投下した。これらの爆弾の大部分は飛行場の敷地や周辺の空き地に落下したが、それでも233棟の建物が、破壊または損傷した。1944年4月22日には、ハム攻撃のために飛行していたアメリカ空軍の B-17（シリアル番号: 42-39785）が高射砲の射撃を受け、ヴェルル近郊に墜落した。戦争中、市内に多くの野戦病院が設けられた。野戦病院は、フランシスコ＝ウルズラ会修道院、オーバーベルクシューレ、オーバーシューレ・フュア・ユーゲン、マリアネン病院、エクセルツィティエンハウス、寄宿学校にあった。野戦病院の屋根には赤十字が大きく描かれていた。ギムナジウムは、終戦前に爆撃によって破壊された。
1945年4月8日、アメリカ軍の第8機甲師団の兵士がこの街を占領した。戦闘は行われなかった（数人のドイツ兵が降伏し、国民突撃隊は兵器を防火用水池に投げ捨てた）が、連合軍の射撃によって30人が死亡した。戦後、この街はイギリス占領軍に移管された。
ヴェルル刑務所は、戦争当時ドイツ国最大の刑務所であった。2輛の戦車が門前に達し、砲身を刑務所に向けた。これにより刑務の管理官は降伏した。戦後最初のこの施設の長にはカナダのポリアー将軍が就いた。

#### 戦後
1945年4月中旬にドイツ空軍はヴェルル空港を放棄した。その後すぐに、住民たちが群れをなして馬車、荷車、手押し車で押しかけ、施設を荒らした。倉庫の一部にはウールの毛布、深鍋、陶磁器、パラシュート用の絹布が保管されていた。地下貯蔵庫にはあらゆる種類の食糧が蓄えられており、瞬く間に盗まれた。
ヴェルルでは1945年6月15日にイギリス陸軍ライン軍団が指揮権を引き継ぎ、本市はイギリス軍管理地域に属すこととなった。市の司令官はゲッティング少佐であった。イギリス軍は、かつて市の監督官であったハインリヒ・レナルツを市長に選んだ。イギリス軍事政府は1945年9月22日に委員会の組織を命じた。委員会は、司令部の監視下で、自治体の政治的利害を決定することとなった。
1946年9月15日にヴェルルで戦後初めての民主選挙が行われた。また、同じ日に市長選挙も行われ、テオドール・ノッテバウムが市長に選ばれ、前任者のレナルツは事務総長 (Stadtdirektor) に指名された。
この時代の解決すべき主要な問題は、食糧不足、住居不足、暖房の供給、および非ナチ化であった。
1945年から1946年にかけて、故郷を逐われた多くの人々が、時には1日に400人もこの街に流入し、食糧事情が危機的状態となった。合計3000人もの難民や被追放者がこの比較的小さな街の避難所に来たのである。多くの人は、かつて強制労働者が住んでいたドマーク＝バラックや、飛行場の旧兵舎に住んだ。かつてのナチの主要人物に対しても余剰の住空間を譲渡することが義務づけられた。

#### 占領国
冷戦中、本市はベルギー軍（第18輸送大隊および第4修理中隊）の駐屯地であった。この部隊はヴェルル空軍基地に駐留していた。アメリカ陸軍軍第4野戦砲分遣隊も敷地内に兵舎や核兵器倉庫および通信塔を有していた。1947年1月10日、市議会議員集会が職人会館で開催された。出席したのはベルギー占領軍の設営担当将校およびドイツの住宅局の役人であった。立ち退かせる500人を選ばなければならなかった。ベルギー軍のための住居が必要であったためである。家財を含め74軒、349室がベルギー人家族のために接収された。いくつかのホテルから49室が強制収用された。ゾースター通りのドマーク住宅地には、8棟49室があった。ベルギー司令官は、かつてのドマーク管理者の住居に住んだ。ベルギー兵の家族たちは、クックラーミューレンヴェークやブラバンター通りに彼らのために建設された住宅やラインハウスに移り住んだ。

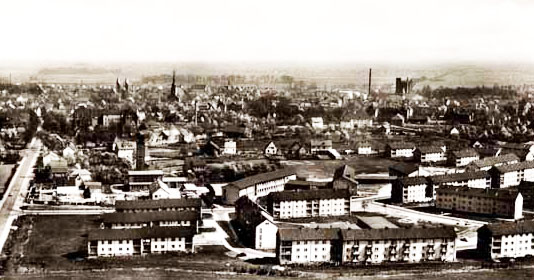
1960年頃のカナダ人居住地

ヴェルルの森には1953年から1970年までカナダ軍部隊が、1970年から1994年まではイギリス軍ライン軍団の部隊（第1ロイヤル＝ハイランド連隊、第636機械化工兵隊、輸送群、第1砲兵連隊司令部）がヴィクトリア兵舎に駐屯していた。
1971年には約4500人のNATO関係者がヴェルルに住んでいた。これらの人々の購買力は、この街の重要な経済ファクターであった。
カナダ軍第22王立連隊にヴェルル市から公民権「Droit de Cité」が与えられた。この権利はこの連隊に対して、銃剣の所持、旗の掲揚、ヴェルルを行進する際の軍楽隊の演奏を認可するものである。この権利によりカナダ人部隊は初めて自らの風習を行うことができるようになった。

#### 自治体新設
内務省の発議によって、1969年7月1日にゾースト郡が新設された。それまでアムト・ヴェルルに属す独立した町村であったビューデリヒ、ブートベルク、ホルトゥム、マーヴィッケ、ニーダーベルクシュトラーセ、オーバーベルクシュトラーセ、ヴェステンネンおよびアムト・ブレーメンに属していたマーヴィッケ、ウナ郡に属していたゼネルンがヴェルル市に合併した。
これにより市域面積は 24.78 km2 から 66.38 km2 に拡大した。人口は 5,600人増加した。1975年1月1日にそれまでリネルンに属していた人口約 850人、面積 9.96 km2 のヒルベック地区がこれに加わった。
旧マリエンギムナジウムは大規模な増改築の後、1969年に新たな市庁舎となった。この新市庁舎の公式な引き渡しは、1971年5月15日になされた。

## 住民

### 宗教
ヴェルルには数多くの宗教団体が存在している。以下のリストは網羅的なものではなく、ヴェルルに礼拝施設を有している、または有していた団体を挙げている。

#### キリスト教
住民の大部分は、カトリックまたは福音主義のキリスト教徒である。しかしそれ以外のグループ、新使徒派教会があり、かつては自由福音主義教会があった。それぞれの団体がヴェルルに教会または礼拝施設を有している、または有していた。ヴェルルのキリスト教会には以下のものがある。

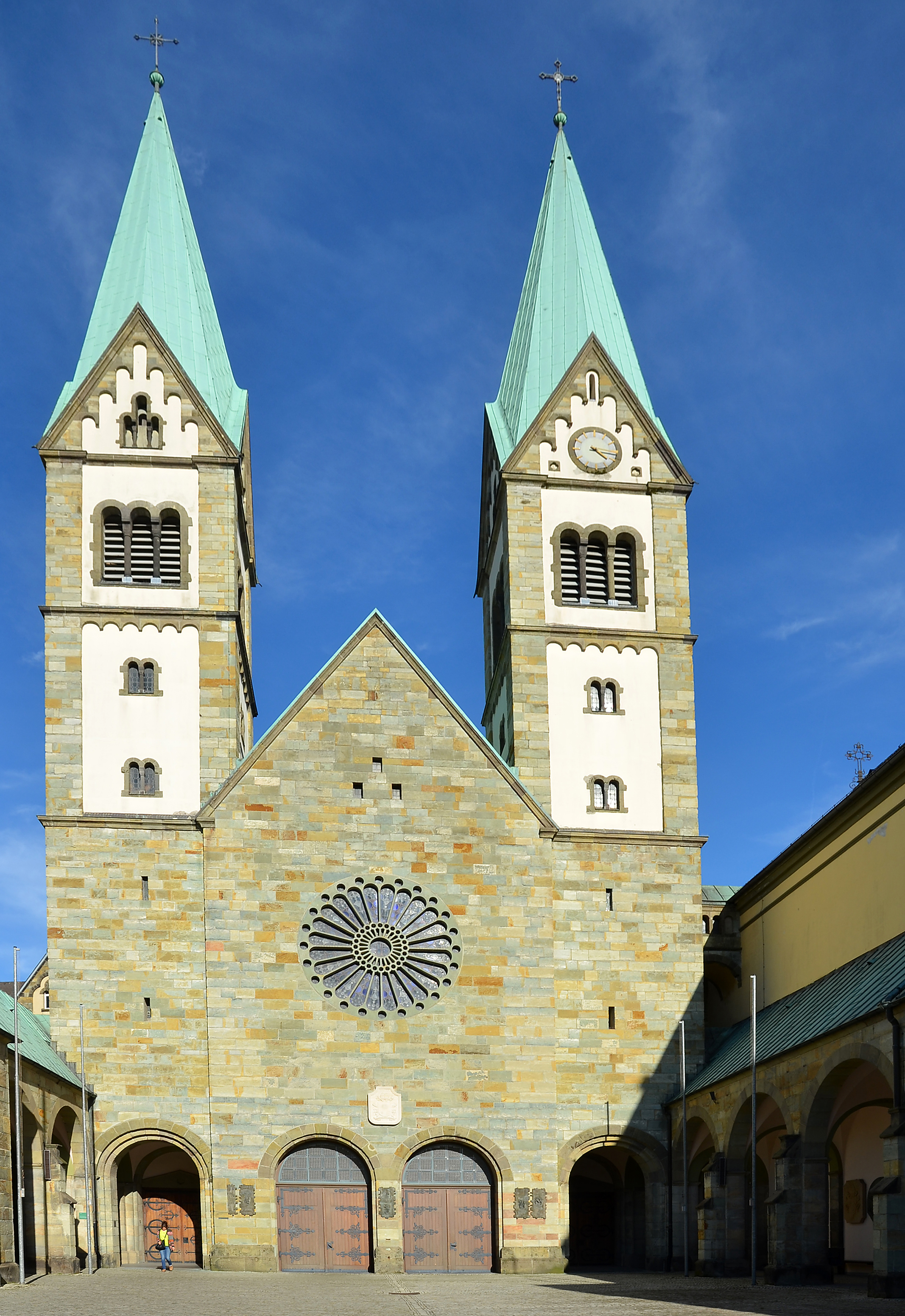
巡礼のバシリカ「聖母の訪問」教会

##### カトリック教会
- 巡礼のバシリカ「聖母の訪問」教会
- 旧巡礼教会
- 聖ヴァルブルガ首席司祭座教会
- 聖ペーター教区教会
- 聖ノルベルト教区教会
- 聖母の訪問礼拝堂（ゲンスフェーデ）
- 悲しみの聖母礼拝堂（以上、いずれも内市街）
- ヨーゼフス礼拝堂（オストウッフェルン）

市区部には以下のカトリック教会および礼拝堂がある:
- ビューデリヒ - 聖クニベルト教区教会
- ホルトゥム - 聖アガータ教会
- ブートベルク - 聖ミヒャエル礼拝堂
- ゼネルン - 聖アントニウス教会
- ニーダーベルクシュトラーセ - 聖マグダレーナ教会
- ヴェステンネン - 聖ツェツィーリア教区教会

2005年4月からヴェルル聖ヴァルブルガ首席司祭教区とヴェステンネン聖ツェツィーリア教区からなるカトリック教区連合が形成された。この教区連合の新設はパーダーボルン大司教によって行われた。これは聖職者不足のためにすべての教区に固有の司祭を任命することができなくなったためである。ヴェルルの聖ノルベルト教会と聖ペーター教会、ビューデリヒの聖クニベルト教会、ゼネルンの聖アントニウス教会も第2の教区連合を形成した。この教区連合は、書類上は存在しているものの実際には活動しておらず、すべての教区に固有の司祭が任命されている。
- 旧巡礼教会
- 聖ペーター教区教会
- 聖ノルベルト教区教会
- 「悲しみの聖母」礼拝堂
- 聖ヨーゼフ礼拝堂
- ビューデリヒの聖クニベルト教区教会
- ホルトゥムの聖アガータ教会
- ブートベルクの聖ミヒャエル礼拝堂
- ゼンネルンの聖アントニウス教会
- ニーダーベルクシュトラーセの聖マグダレーナ礼拝堂
- ヴェステンネンの聖ツェツィーリア教区教会

##### 福音主義教会

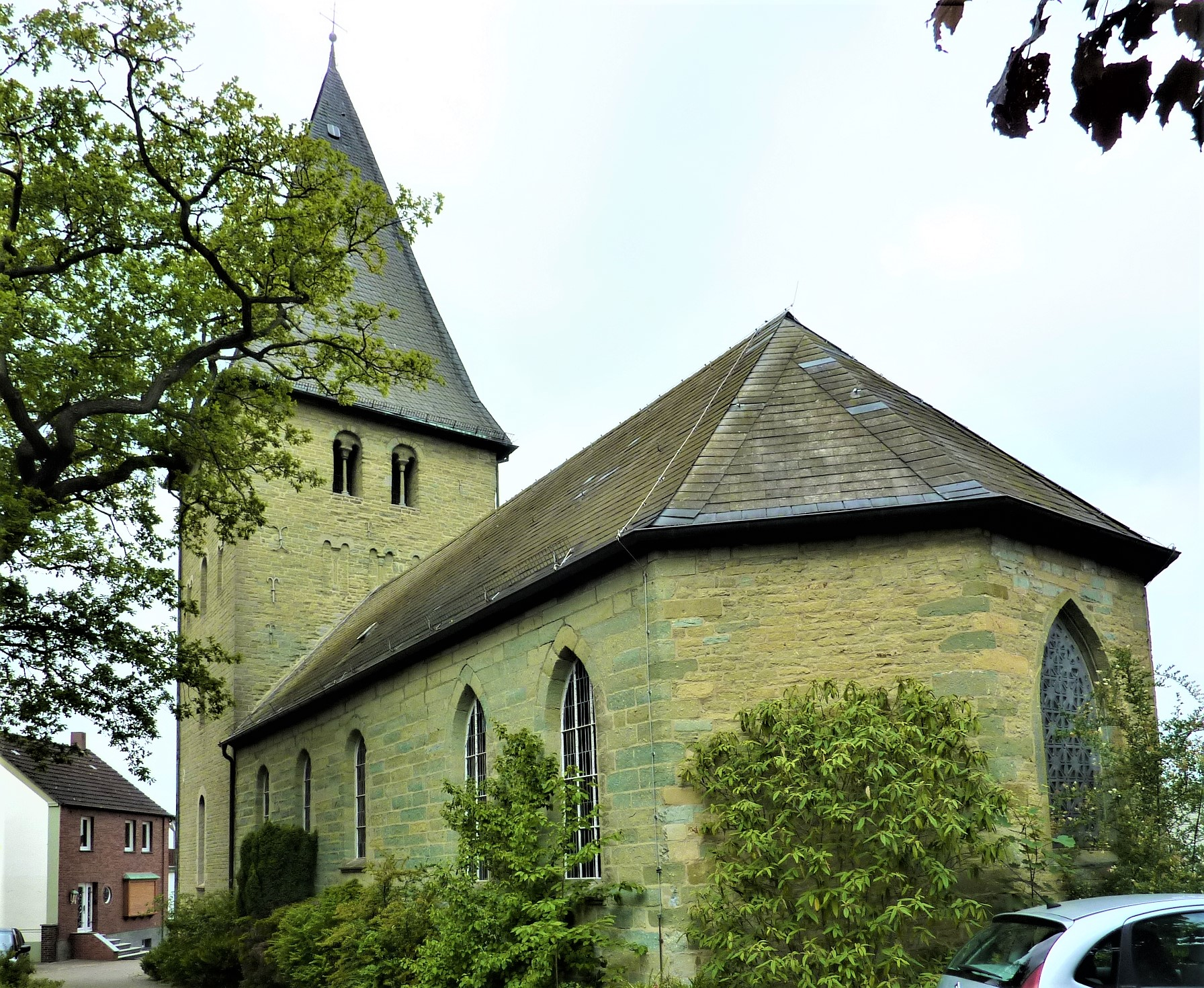
ヒルベック福音主義教会

- パウルス教会。ヴェルルのパウルス教会は1966年に献堂された。鐘楼には、1994年までは鉄製の鐘が1基あるだけであった。現在は青銅製の鐘 5基 （音階: d',f",g",a",b"）に置き換えられている。オルガンも重要である。オルガンは、バウツェンのオイレ社によって製作され、1990年から礼拝に用いられている。
- ヒルベックの福音主義教会
- ヴェルルの新使徒派教会は、ヴェルルに教会堂を有している。
- 自由福音主義教会組織は、ヴェルルに礼拝所を有していた。
- ヴェルルの旧ヨハネス教会は、ヴェルル福音主義教会組織によって売却され、世俗化された。福音主義教会は、その収益と借地料によってパウルス教会に隣接する教団会館（交流の家）を運営している。

- パウルス教会
- 旧ヨハネス教会

#### イスラム教

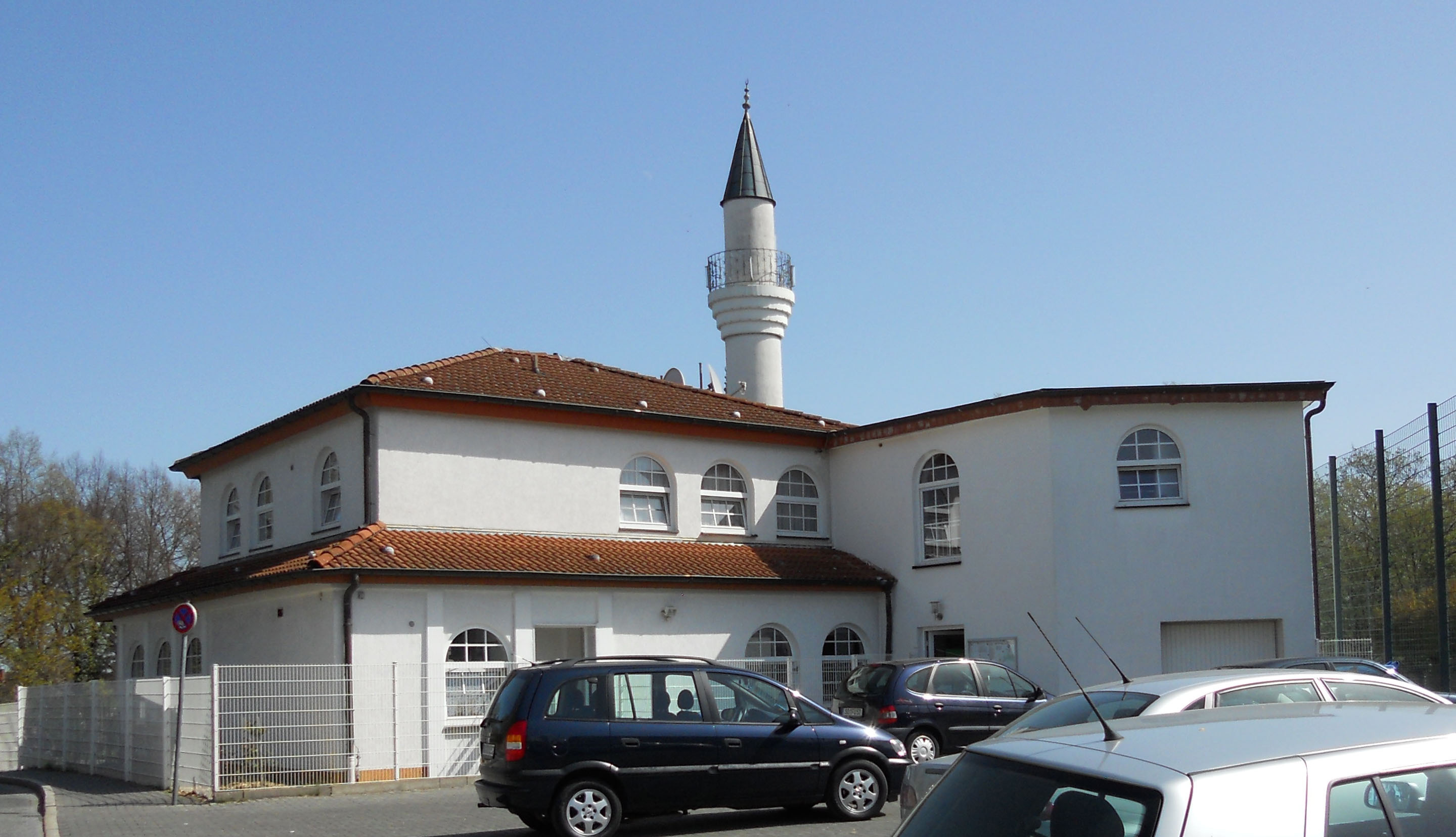
ヴェルルのモスク

ヴェルルではムスリムが約1,000人と、キリスト教徒に次いで多く住んでいる。最初のモスクはメーラー通りの礼拝所であった。
「イスラム文化保護教会 e.V.」はファーティフ＝モスク (Fatih Camii) という名のモスクを有している。このモスクはドイツで最初のミナレットを有するモスクである。

#### アレヴィー派
この他ヴェルルには約 100人のアレヴィー派信者の家族が住んでおり、ハムのアレヴィー文化協会 (Haci-Bektasi Veli Alevi Kültür Merkezi Hamm e. V.) に属している。

#### ユダヤ教
1938年11月9日の排斥運動（水晶の夜）まで、ヴェルルのユダヤ人はシナゴーグを有していた。この礼拝堂はユダヤ人組織によって建設されたものであった。戦後、ヴェルルのユダヤ教信者はごくわずかであり、シナゴーグは再建されなかった。シナゴーグの跡地には現在病院が建っている。その前の広場には記念碑が建立されており、公式にシナゴーグ広場と呼ばれている。ヴェルルのシナゴーグにあった祭具は救出され、ドルトムントのシナゴーグに保管されている。

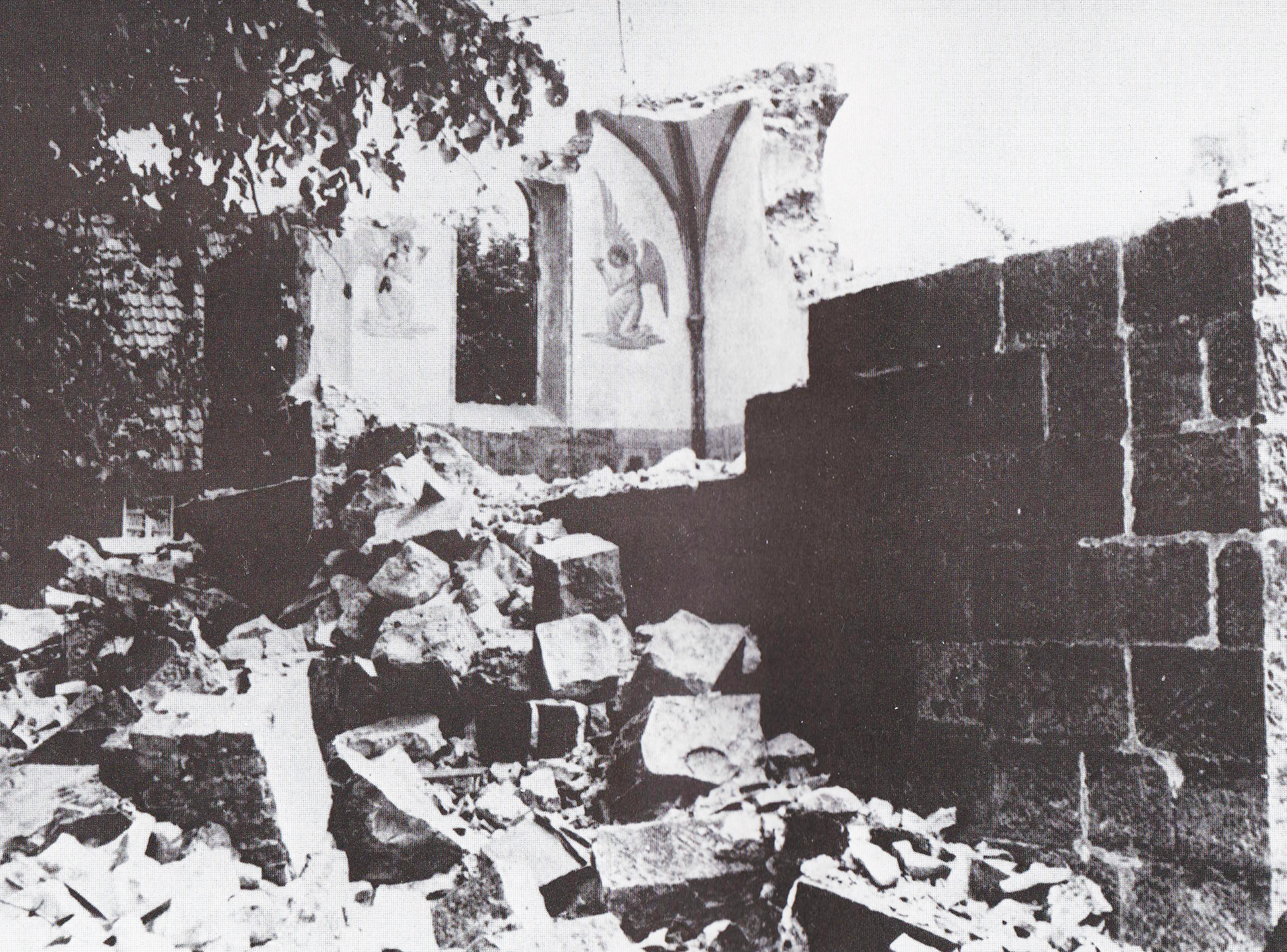
水晶の夜に破壊されたヴェルルのシナゴーグ

市内にはユダヤ人墓地がある。

##### ユダヤ人迫害
水晶の夜が明けた朝（1938年11月10日）、ユダヤ人コミュニティーのメンバーは、ヴェルルに住む国家社会主義者や親衛隊員がシナゴーグに放火し、ユダヤ人の商店や住居を略奪したのを見て途方に暮れた。届出がなされ、組織化された火災であるとされ、ヴェルルの警察署長ホーホシュトゥールの命令で、消防隊は撤退した。ホーホシュトゥールはゾースト郡の郡長代理の命令を遂行したのであった。ユダヤ人を背景に持つ市民に対する迫害はユダヤ商店のボイコットの形でそれ以前から行われていた。1939年3月27日から28日にかけての夜間に多くのショーウィンドウが破壊された。たとえば「ヴェルル住民はユダヤ人から物を買わない」というプラカードを背につけた2頭のロバにケンパー通りを歩かせたこともあった。また、NSDAP 地域グループのメンバーがシュタイナー通りの入り口に「ユダヤ人とユダヤ人使用人はお断り」という横断幕を張った。ローザ・フェルトハイムの織布商店は荒らされ、インテリアが粉々にされた。
ユダヤ人の土地所有者は没収され、土地の大部分を市が買い上げた。ユダヤ人墓地も、向かい合うゲンゼフェーデと統合され、ヴェルル市の所有となった。この頃、大人数を集める反ユダヤイベントが開催された。ゲルマニアザールではガウ指導者フェッターが「人種問題、世界史の鍵」というテーマで講演を行った。ホールは満員となり、講演は熱狂的な喝采でたびたび中断された。
しかし、ヴェルルにも傍観するばかりではない市民が一定数おり、特にカトリック住民は公的に、あるいは内密に抵抗を行った。特に巡礼教会や閉鎖されたフランシスコ会修道院で活動が行われた。ユダヤ人排斥の結果、かなりの数のユダヤ人がヴェルルから逃亡し、あるいは様々な強制収容所に流刑され、殺害された。
- シナゴーグ記念碑
- ヴェルルのユダヤ人墓地
- ユダヤ人墓地記念碑

## 行政

### 市議会
ヴェルルの市議会は 40議席からなる。

### 市長
第二次世界大戦後の市長を列記する。
- 1945年 - 1946年　ヨハン・ハインリヒ・レナルツ
- 1946年 - 1949年　テオドール・ノッテバウム（中央党）
- 1949年 - 1952年　ヴィルヘルム・レーアー（中央党）
- 1952年 - 1958年　カスパー・ヴェナー（中央党）
- 1958年 - 1965年　フェルディナント・ペッピングハウス (CDU)
- 1965年 - 1981年　アマリー・ローラー (CDU)
- 1981年 - 1985年　ハインツ・ザッセ (CDU)
- 1986年 - 1994年　エリーザベト・ベーマー (CDU)
- 1994年 - 1996年　クニベルト・ベッカー (CDU)
- 1996年 - 1999年　フリードリヒ・レオポルト・グラーフ・フォン・ブリュール (CDU)
- 1999年以降　ミヒャエル・グロスマン (CDU)

### 事務総長
- 1946年 - 1955年　ヨハン・ハインリヒ・レナルツ
- 1955年 - 1971年　フランツ・ルートヴィヒ
- 1971年 - 1994年　ヴィルヘルム・ディルクマン
- 1994年 - 1999年　マンフレート・リップハルト (SPD)

1999年の地方選挙で、ノルトライン＝ヴェストファーレン州の都市行政二頭体制は廃止された。これ以後、専任の市長が市の代表と行政トップを務めている。

### 紋章
図柄: 銀地に端から端まで達する黒十字。その中に銀の鍵。
解説: 銀地に黒十字は、旧帝国時代にヴェルルが属していたケルン選帝侯領の紋章を表している。十字の縦棒の中の鍵はヴェルル市の守護聖人でケルン大司教の守護聖人でもある聖ペテロのアトリビュートである。この紋章の最も古い用例は1503年に見られる。

### 姉妹都市
- ハレ（オランダ語版、英語版）（ベルギー、フラームス＝ブラバント州）1973年10月6日

## 経済と社会資本

### 企業

#### 流通業

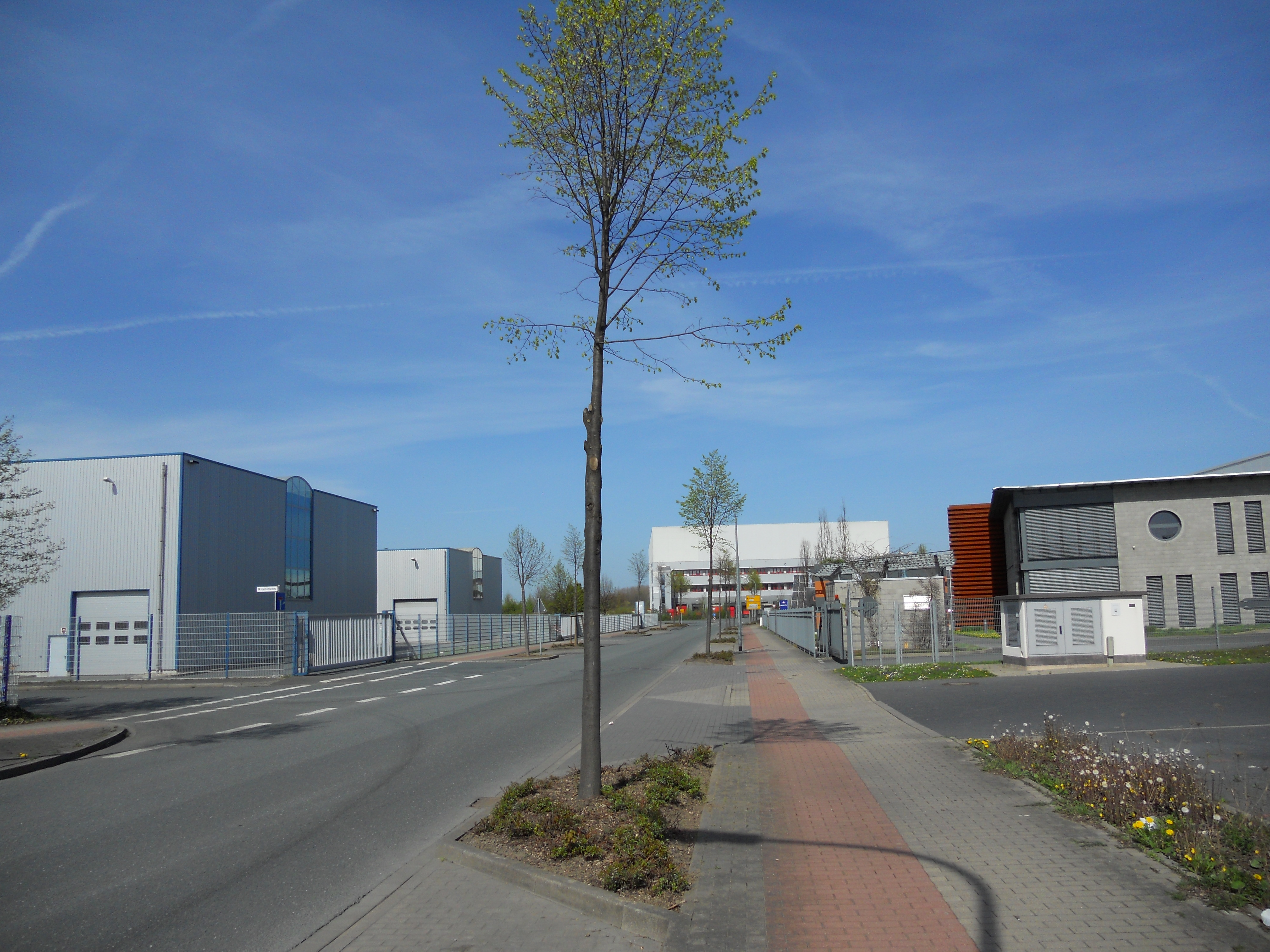
KonWerl 2010

産業用地に転用された旧軍事施設跡 (KonWerl 2010) に、多くの仲介業者や流通業者がヴェルルで設立され、あるいは他所からヴェルルに移転して来た。
「アウト・タイレ・ウンガー」(A.T.U.) はヴェルルに配送センターを有している。ここから A.T.U. の北部ドイツ支社や東部ドイツ支社およびインターネット注文者に商品が配送されている。
作業用車輌や自家用車の大手販売店「オイロパート」はヴェルルからドイツ全土の支店や大口顧客に車輌を配送している。
食料品ディスカウント店「アルディ＝ノルト」はヴェルルに地域支部と中央倉庫を有している。

#### 工業

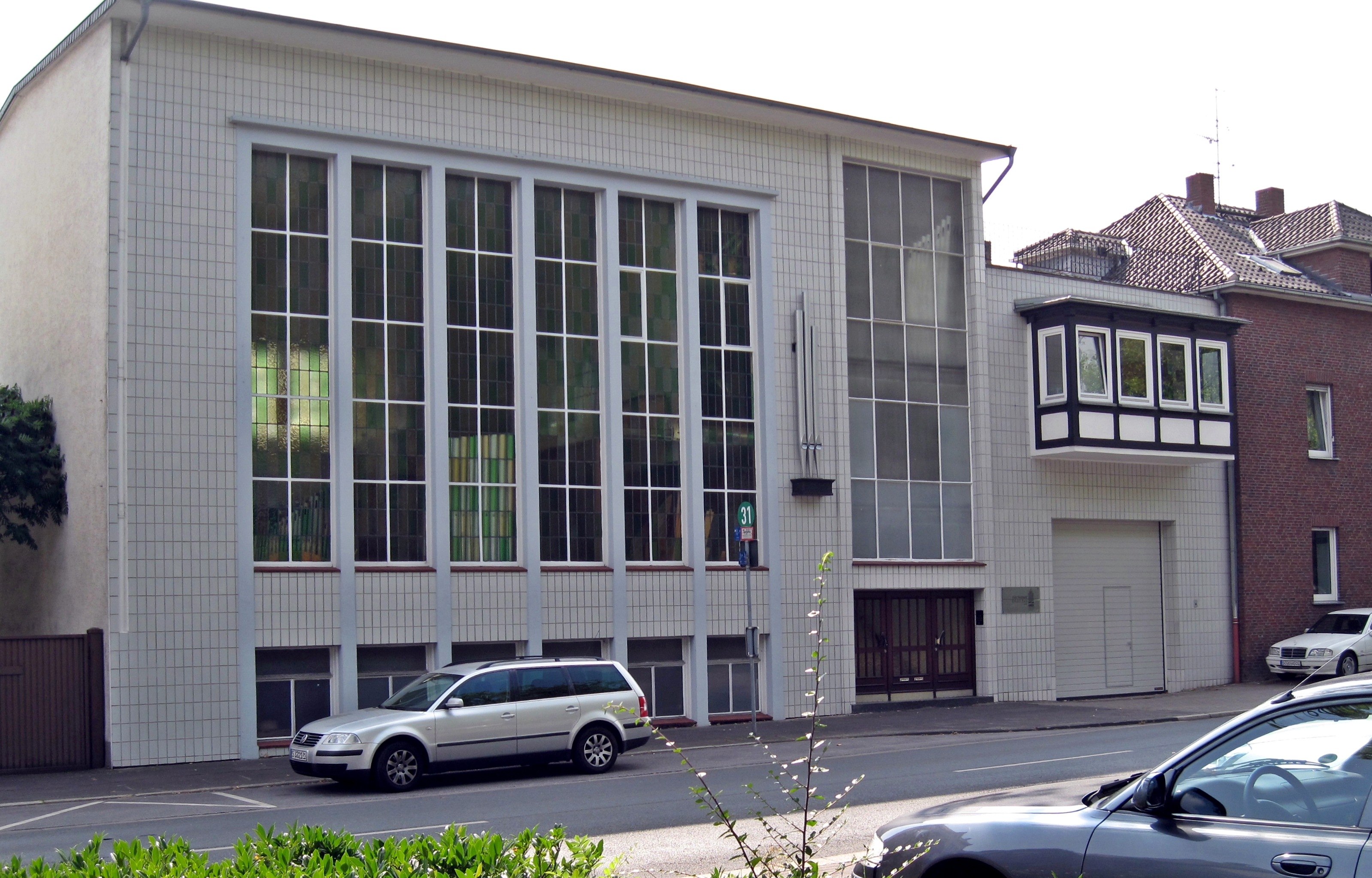
シュトックマン兄弟オルガン製造会社

ヴェルルの雇用市場にとって重要な企業が、500人以上を雇用している「スタンダード金属工場 GmbH」である。
世界的な名声を得ている会社が、「ハインツ・ケトラー GmbH & Co. KG.」である。この世界中に支社を持つコンツェルンはドイツにその重点を置いている。ヴェルルにはメルシュ工場、ゼネルン第I工場、ゼネルン第II工場、KWK工場がある。メルシュ工場には大型倉庫、縫製工場、開発部門がある。このコンツェルンおよびその他の製造所の管理運営部門はヴェルルに近いエンゼにある。
「ヨーゼフ・マーヴィック合成樹脂ダイカスト工場 GmbH & Co. KG」はヴェルル＝ゼネルンに 230人の従業員を擁し、合成樹脂からダイカストを製造する工場を有している。
「シュトックマン兄弟オルガン製造会社」は1889年から存在している。
「アンドレアス・シュプレンガー造船所」は、内陸水域用の個人向けヨットを製造している。
ヴェルル＝ビューデリヒ（プロツェッションスヴェーク産業地域）には、金属製家具メーカーの「ヴィルヘルム・レッフェルマン & Co. KG」や、製鉄・製鋼工業向け耐火セラミック製品メーカーの「シュタフェルマ」がある。

#### 小売業
「トゥルフロン家具」は、売り場面積 48,300 m2 のドイツ15大家具店の1つである。家具の他に、照明器具、カーペット、内装用布製品、家庭用品を販売している。
オランダのディスカウントショップ「アクティオーン」のドイツ本部がヴェルルにある。ここはドイツで最初にオープンした支店の一つでもある。

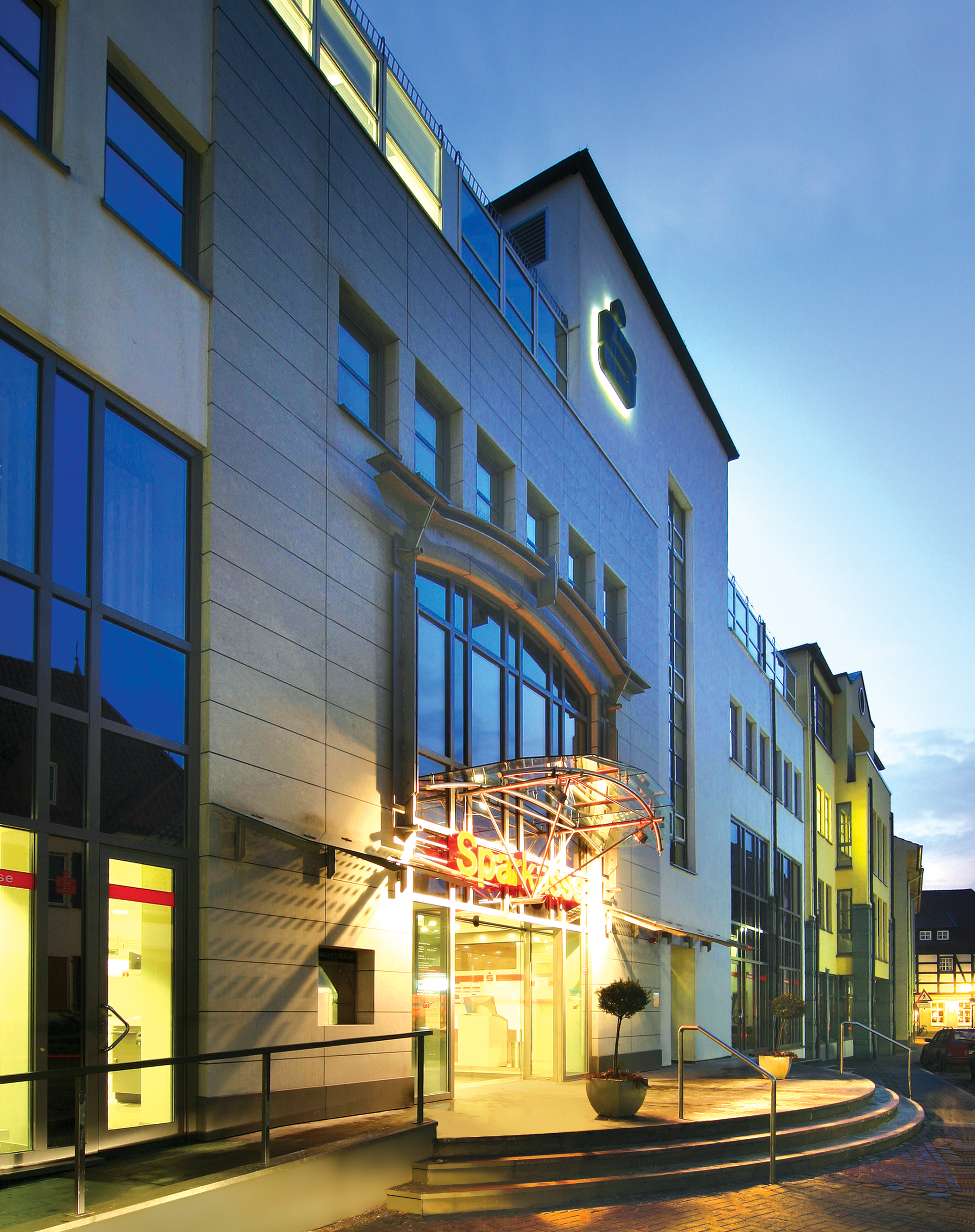
ヴェルル貯蓄銀行

#### 銀行
ヴェルル貯蓄銀行はヴェルルに本社があり、ヴェルル＝ビューデリヒ、エンゼ、ヴィッケデ (ルール) に営業所を有している。これは、ヴェルル市とヴィッケデ (ルール) およびエンゼの貯蓄銀行目的連合である。ヘルヴェーク国民銀行は、ヴェルルに支店、ヴェステンネンに営業所を有している。ドイツ銀行もヴェルルに支店を有している。

### 塵芥処理場
1947年まで本市には塵芥処理場がなかった。発生したゴミは家庭の焼却炉などで焼却処分されていた。灰や残ったゴミは穴（しばしば壁で囲まれていた）に埋められた。これが悪臭や害虫の温床となっていた。穴は年に何回か掘り起こされ、ゴミは運搬車でネーハイマー通りやブルーメンターラー・ヴェークのゴミ集積所に運ばれた。市議会は、1946年4月12日に全会一致で、ゴミ処理・再利用のための塵芥処理場を設けることを決議した。

### 交通

#### 広域道路
本市は東西に走るアウトバーン 44号線（アーヘン - デュッセルドルフ -　ドルトムント - カッセル）に面している。アウトバーン 445号線は、ヴェルルとザウアーラントとを結んでおり、ヴェルル・ジャンクションで A44号線と交差する。ヴェルル市内には4つのインターチェンジ (IC) がある: ヴェルル北IC、ヴェルル中央IC、ヴィッケデIC（A445号線）、ヴェルル南IC（A44号線）。
この他に連邦道 B1号線が、歴史的な交易路であるヘルヴェークをなぞって、本市を通っている。また、B63号線がハムおよびメンデンを結んでおり、B516号線はメーネゼー付近でザウアーラントを横切り、ブリーロンに至る。

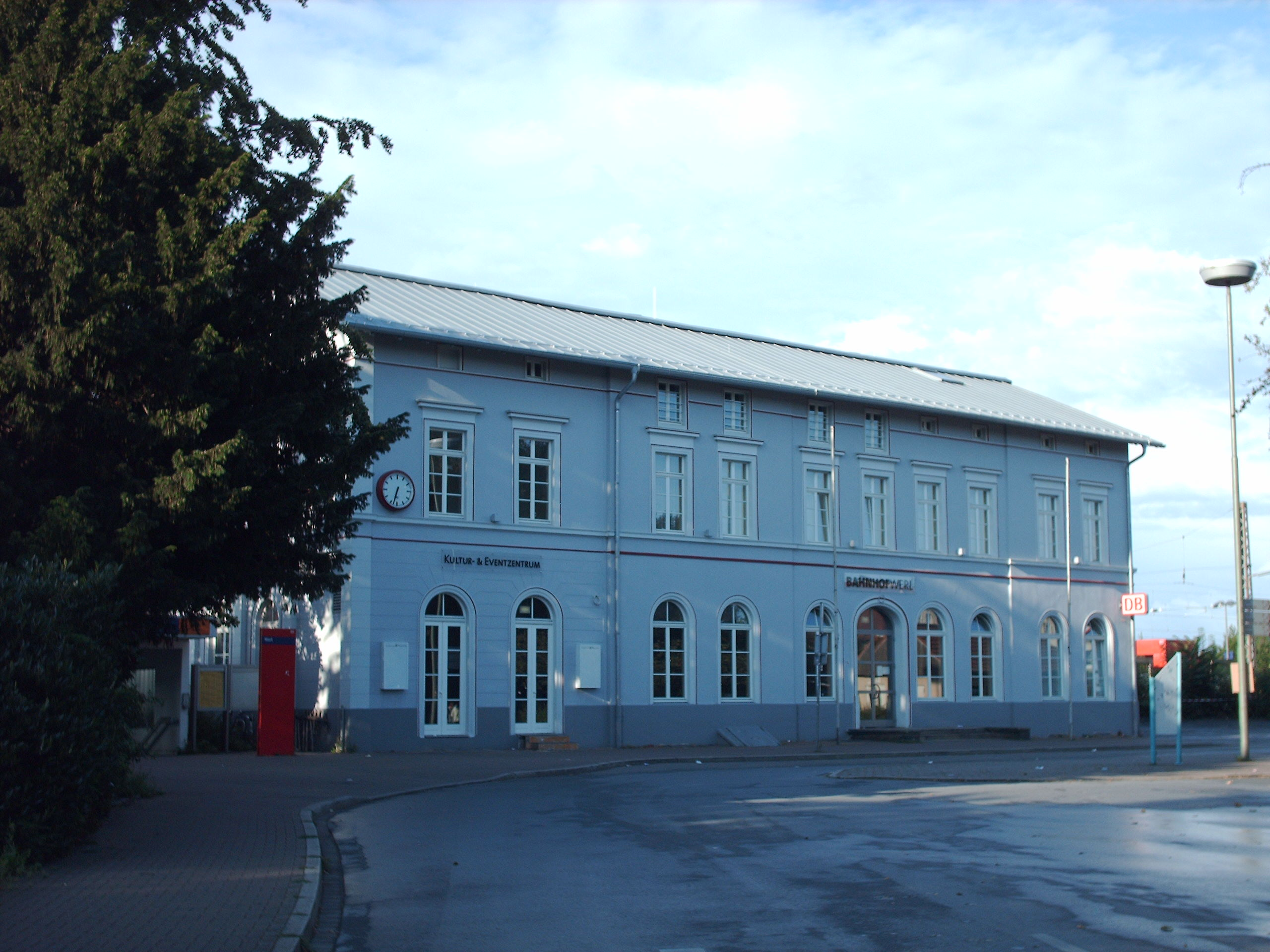
ヴェルル駅

#### 鉄道
ヴェルル駅とヴェルル＝ヴェステンネン駅は鉄道ドルトムント - ウナ - ヴェルル - ゾースト線の駅であり、月曜日から金曜日までは30分間隔で、土日祝祭日は1時間ごとにレギオナルバーン RB59「ヘルヴェーク鉄道」 が利用できる。
ヴェルルはルール＝リッペ交通共同体の交通地域に位置している。

#### バス
ヴェルルには多くのバス路線があり、いずれもヴェルル駅を終点としている。バス交通は4本の主要路線（地域バス）、3本の都市交通路線、多くの学生用路線で構成されている。そのほとんどの路線は、ルール＝ジーク・バス交通 GmbH によって運営されている。ルール＝リッペ地域交通 GmbH も3路線を運行している。また、ハムに本社を置くブライテンバッハ交通会社も1路線（ヴェルル - ヴェルヴァー）を運行している。

### 公共機関

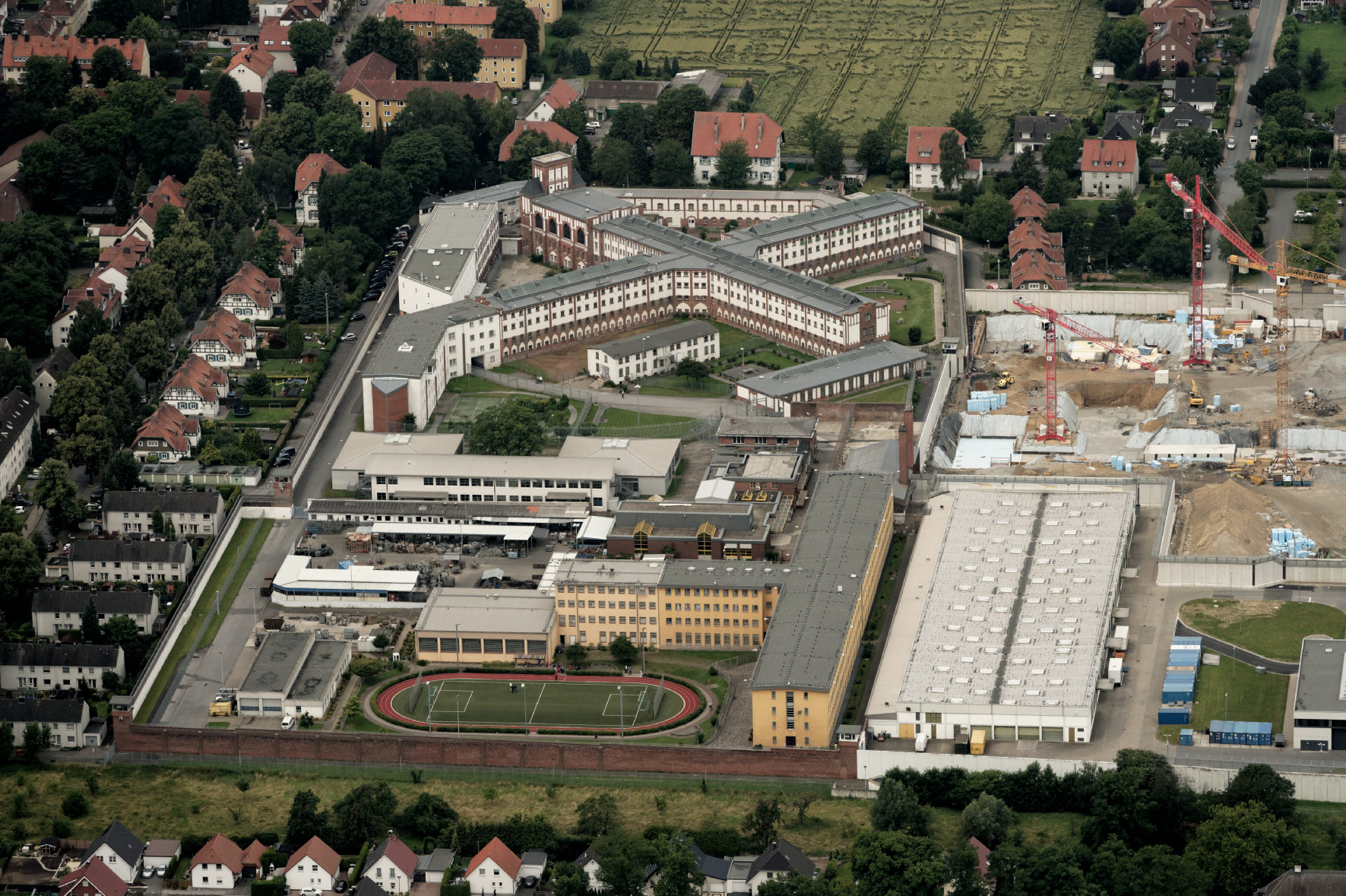
ヴェルル刑務所（2014年）

#### 国・州の機関
約900房のヴェルル刑務所はドイツ最大級の刑務所の1つであり、その敷地面積は約 10 ha である。さらに 3 ha が追加購入され、2006年から拡張工事が行われた。かつて「プロイセン王国中央監獄」として2年間で建造され、1908年7月1日に運用が開始された。第二次世界大戦直後この刑務所は悪い評判がたった。この刑務所は連合軍刑務所となった。アルベルト・ケッセルリング、エーリヒ・フォン・マンシュタイン、エーバーハルト・フォン・マッケンゼンといった高位の司令官がこの刑務所に、長い者では1950年代まで収監されていた。コンラート・アデナウアーは、ヴェルルでの「シレジアの巡礼」の際に、釈放に尽力した。

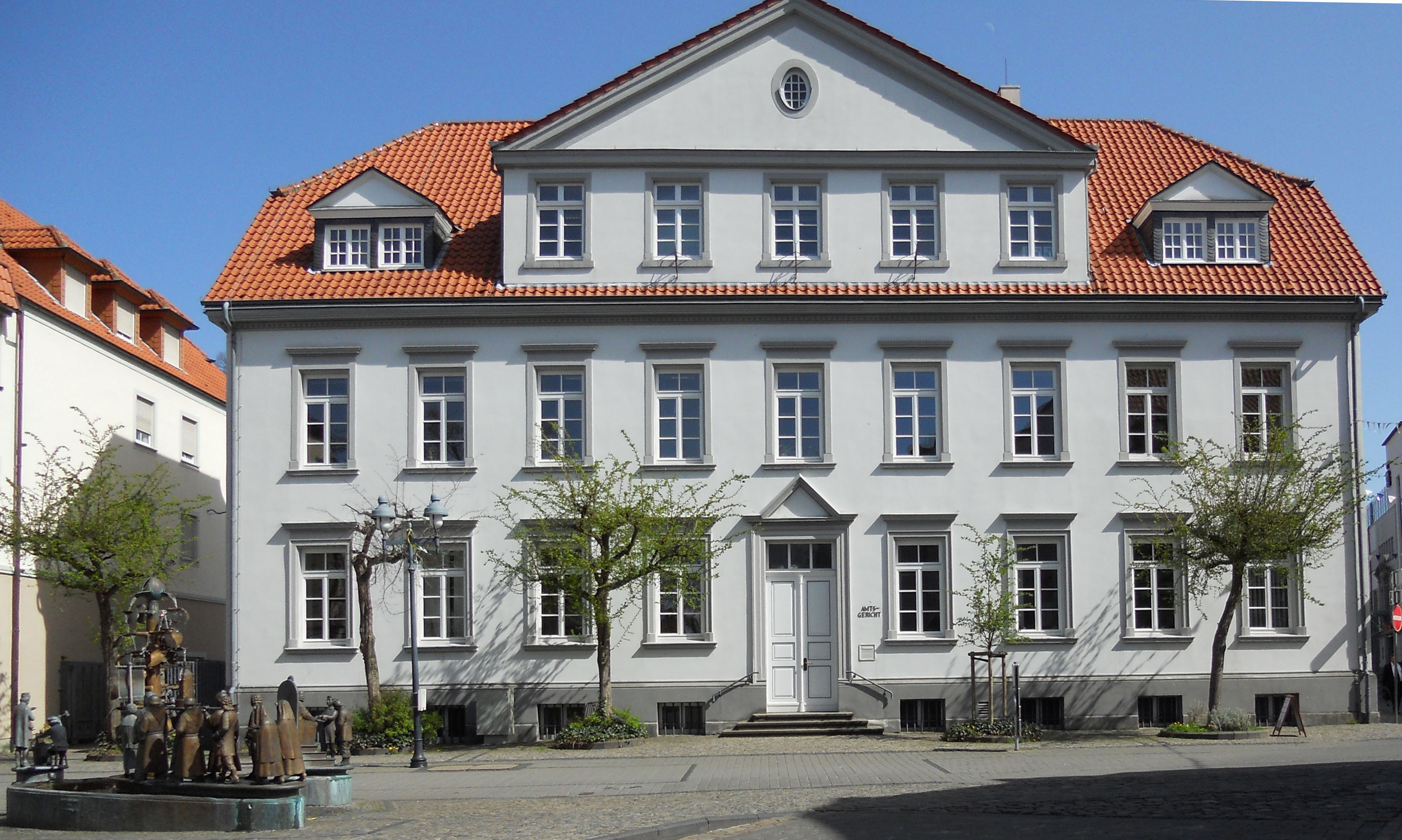
ヴェルル区裁判所

ヴェルルは、区裁判所の所在地であり、州有企業「シュトラーセン NRW」のアウトバーン管理局の所在地でもある。

### 病院
- マリアンネン＝ホスピタル・ヴェルルは3つの専門診療科（麻酔科、外科、内科）を持つ一般病院である。内科部門は糖尿病患者（特に糖尿病足病変（ドイツ語版、英語版））の治療で全国的に評価が高まっている。ウナアー通りにあるこの病院はマリア・アンナ・ヘーゼシェ財団によって運営されている。この財団は、病院の他にもヴェルルに幼稚園を運営しており、1980年代まではさらに児童養護施設も有していた。病院に隣接して老人患者のための短期養護施設がある。経済的には、この病院は2000年から、カタリーネン＝ホスピタル・ウナとともにカトリックのヘルヴェーク病院連合 gGmbH を形成している。以前この病院には他にも、小児科、整形外科、泌尿器科の専門診療科があった。
- ベルデクリニーク・ヴェルルは私立の外科病院である。

### 学校

#### 基礎課程学校
- ヴァルブルギスシューレ（カトリックの宗派学校）
- パウル＝ゲルハルト＝シューレ（福音主義の宗派学校）
- ペトリシューレ（カトリックの宗派学校）
- ノルベルトシューレ（カトリックの宗派学校）
- ヴェルル＝ビューデリヒのマリエンシューレ（カトリックの宗派学校）
- ヴェルル＝ヴェステンネンの聖ヨーゼフ＝シューレ（カトリックの宗派学校）
- ヴェルル＝ヒルベックのカール＝オルフ＝シューレ（共同学校）

#### 旧本課程学校
ペトリ本課程学校（共同学校）は2014年7月31日に閉校した。残っていた生徒はオーヴァーベルク本課程学校（カトリックの宗派学校）で卒業資格を得たが、この学校も2017年7月14日に閉鎖された。これ以後ヴェルルに本課程学校は存在しない。

#### 実科学校
- 私立ウルズリネン実科学校は、ウルズリネンシューレ・ヴェルルの一部である。

市立実科学校は2017年7月1日に閉校となった。

#### ゼクンダーシューレ
- ゼルツァー＝ゼンクダーシューレは2012年8月22日に開校した。

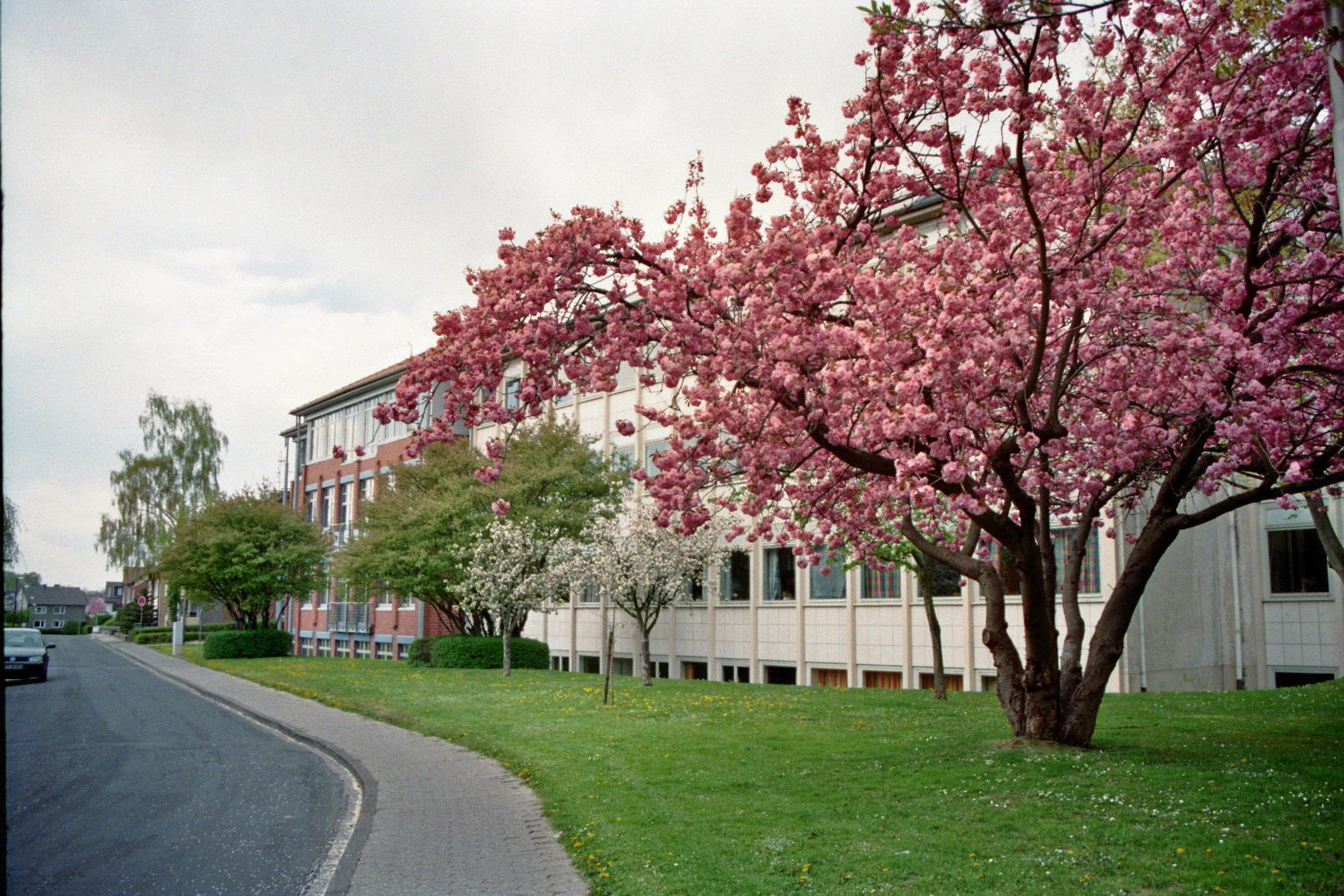
マリエンギムナジウム

#### ギムナジウム
- 市立マリエンギムナジウム
- 私立ウルズリネンギムナジウムは、ウルズリネンシューレ・ヴェルルの一部である。

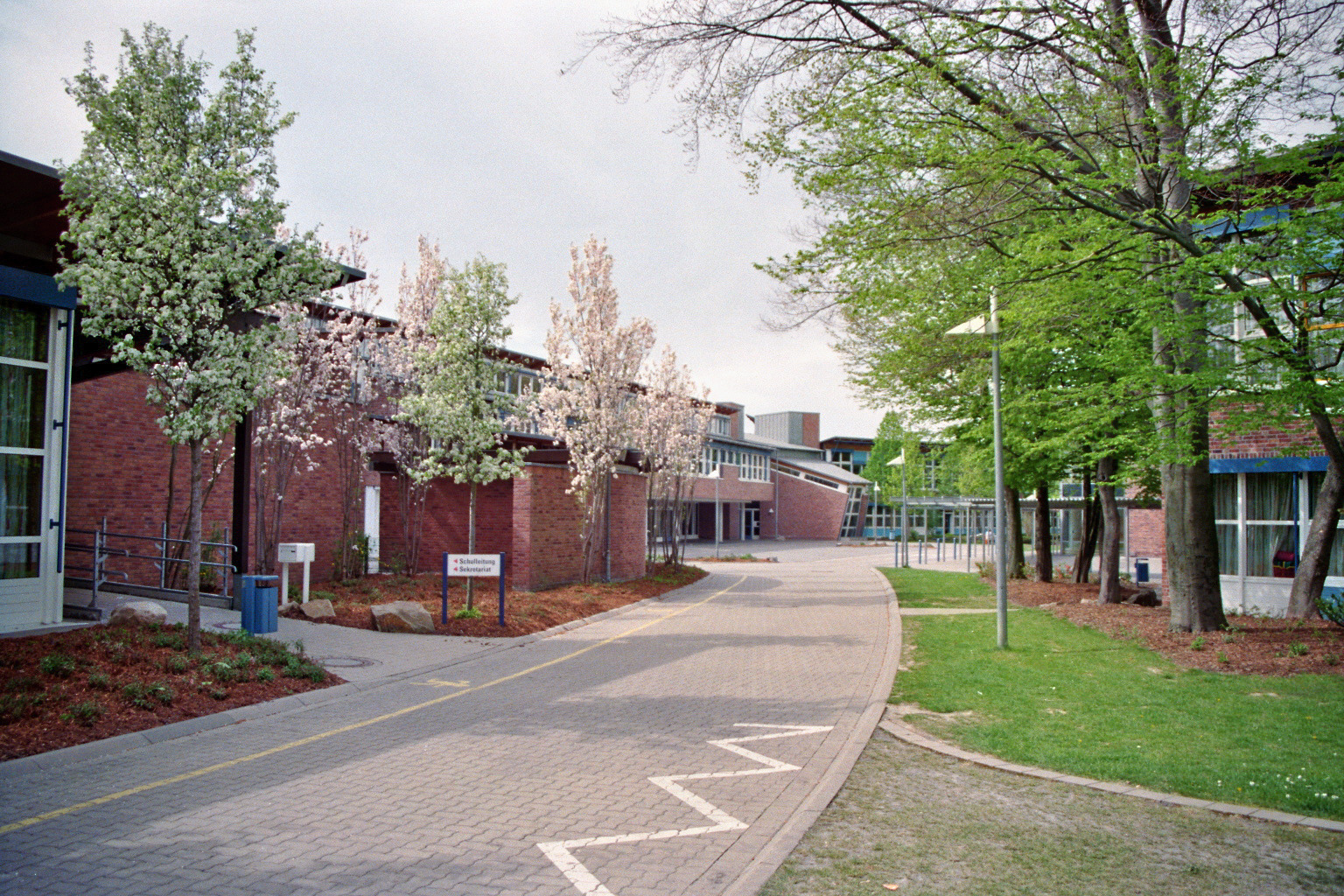
ヘドヴィヒ＝ドランスフェルト＝シューレ

#### 養護学校
- ペーター＝ヘルトリング＝シューレ。ゾースト郡立養護学校。基礎クラス。情動発達と社会的発達が養護の重点である。
- ヘドヴィヒ＝ドランスフェルト＝シューレ。LWLの養護学校。身体発達と運動発達が養護の重点である。

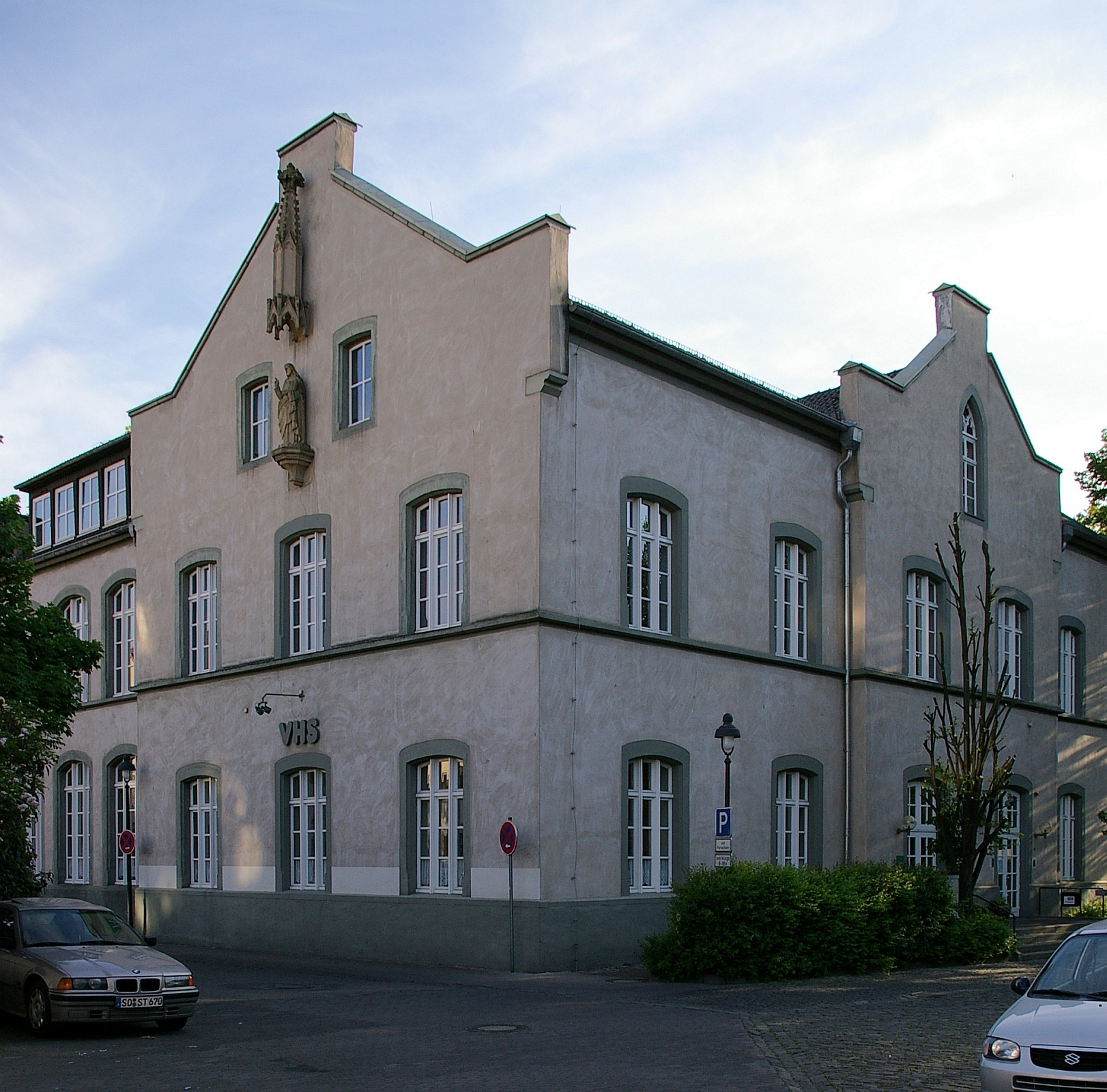
ヴェルル市民大学

#### その他の教育機関
- 家族教育機関 FEBI
- マールシューレ・ヴェルル
- ヴェルル＝ヴィッケデ (ルール)＝エンゼ音楽学校
- ヴェルル＝ヴィッケデ (ルール)＝エンゼ市民大学
- ケルピング教育センター・ヴェルル

### スポーツ施設
- 中核市区には、大きなスポーツグラウンド、屋内プールおよび屋外プールを持つレジャープール施設、2つの体育館、多くのサッカーグラウンド（天然芝、人工芝）、多目的スタジアム、テニスコート、ビーチバレーフィールド、野球・ソフトボール場、バスケットボール場、射撃施設がある。その他、学校体育館もある。
- ヴェルル＝ヒルベックには、2面の天然芝グラウンド、小さなクレーコート、2つのテニスコート、体育館がある。
- ヴェルル＝ビューデリヒには、基礎課程学校の体育館、東端に人工芝のサッカーグラウンド、その隣にテニスコートがある。
- ヴェルル＝ヴェステンネンには、基礎課程学校の体育館がある。新設された人工芝のサッカーグラウンドの隣にはやはりテニスコートがある。
- ヴェルル＝ゼネルンには、天然芝のサッカーグランドと、ペーター＝ヘルトリング＝シューレに体育館がある。
- 上記以外の市区にもいくつかの運動場やボルツ場がある。
- ヴェルルの市の森の近くに9ホールのゴルフ場がある。森にあったフィールドアスレチック施設は老朽化のために撤去された。

### スポーツクラブ
本市の最も有名なスポーツクラブは、SC プロイセン・ヴェルルである。

### メディア

#### 日刊紙
- ゾースター・アンツァイガー

#### 放送
5種類のWDRの他に、1990年7月1日から民営のラジオ局ヘルヴェーク・ラジオがヴェルルおよびゾースト郡全域向けのローカルプログラムを放送している。

## 文化と見所

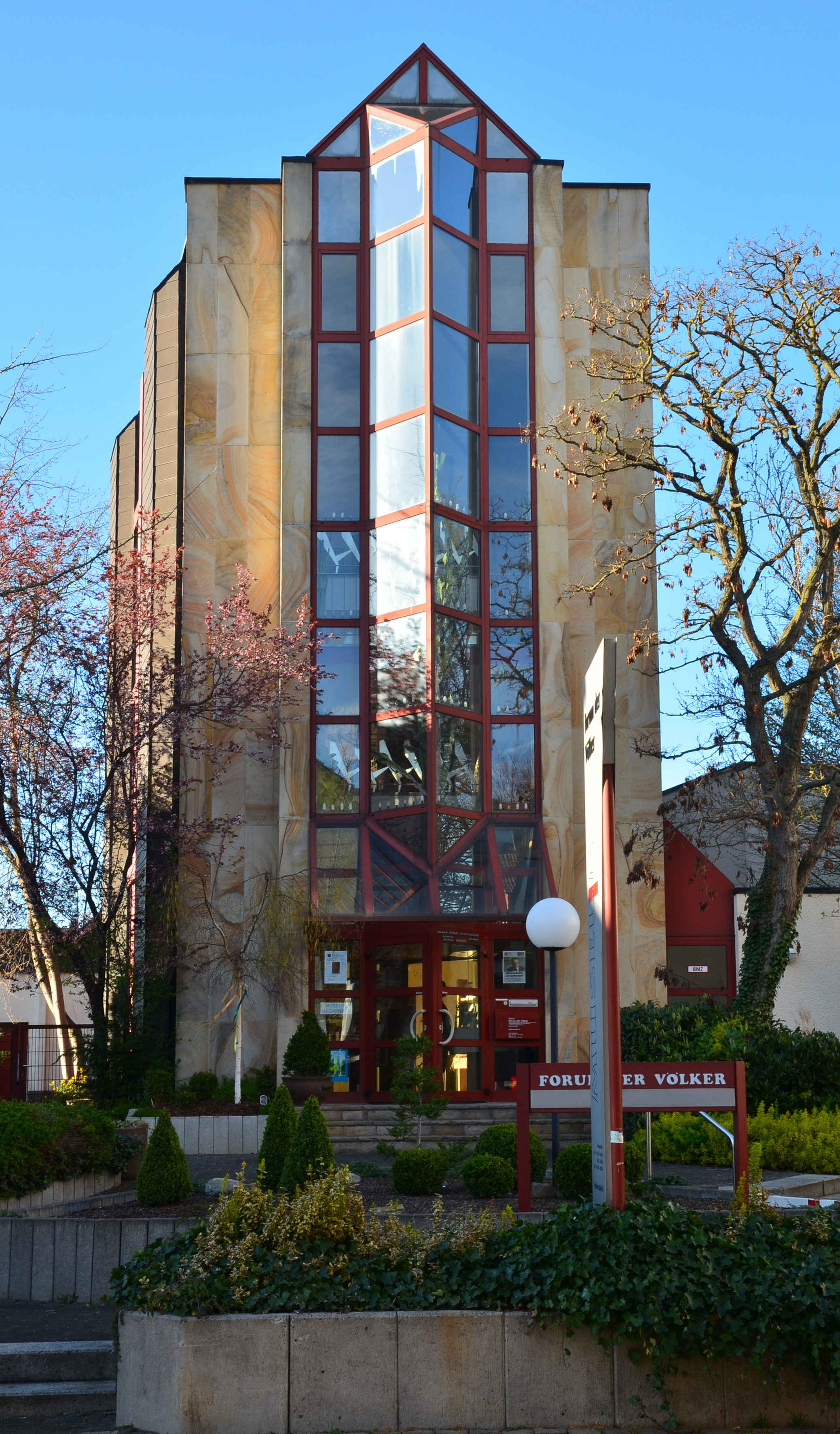
民俗フォーラム

### 博物館
- 市立博物館アム・リーケンベルク・ヴェンデリン＝ライディンガー＝ハウス: ヴェルル市の歴史博物館。この博物館は、14世紀初めの古い城吏の館にある。目玉となる展示は、歴史的な市のメダル、製塩の歴史、ヴェルルへの巡礼である。いわゆるルスティーゲ展示室は、ヴェルル生まれの画家で名誉市民のハインリヒ・フォン・ルスティーゲを讃えている。入れ替え展示や豊かな内容の博物館教育プログラムが、この博物館をさらに充実したものにしている。
- 民俗フォーラム。フランシスコ会の民俗文化博物館は、1万点以上のヨーロッパ以外の文物を収蔵し、日常の文化を紹介するヴェストファーレン最大の民俗文化博物館である。この博物館は、世界中での布教に際してフランシスコ会宣教師が収集した物品を展示している。傑出しているものとしては、エジプトのミイラ、シュメールの楔形文字、中国外では最大の中国硬貨コレクション、アフリカの黄金の財宝が挙げられる。このコレクションの基盤は、第二次世界大戦後に閉鎖されたフランシスコ会修道院の宣教博物館の収蔵品であった。

### 建築

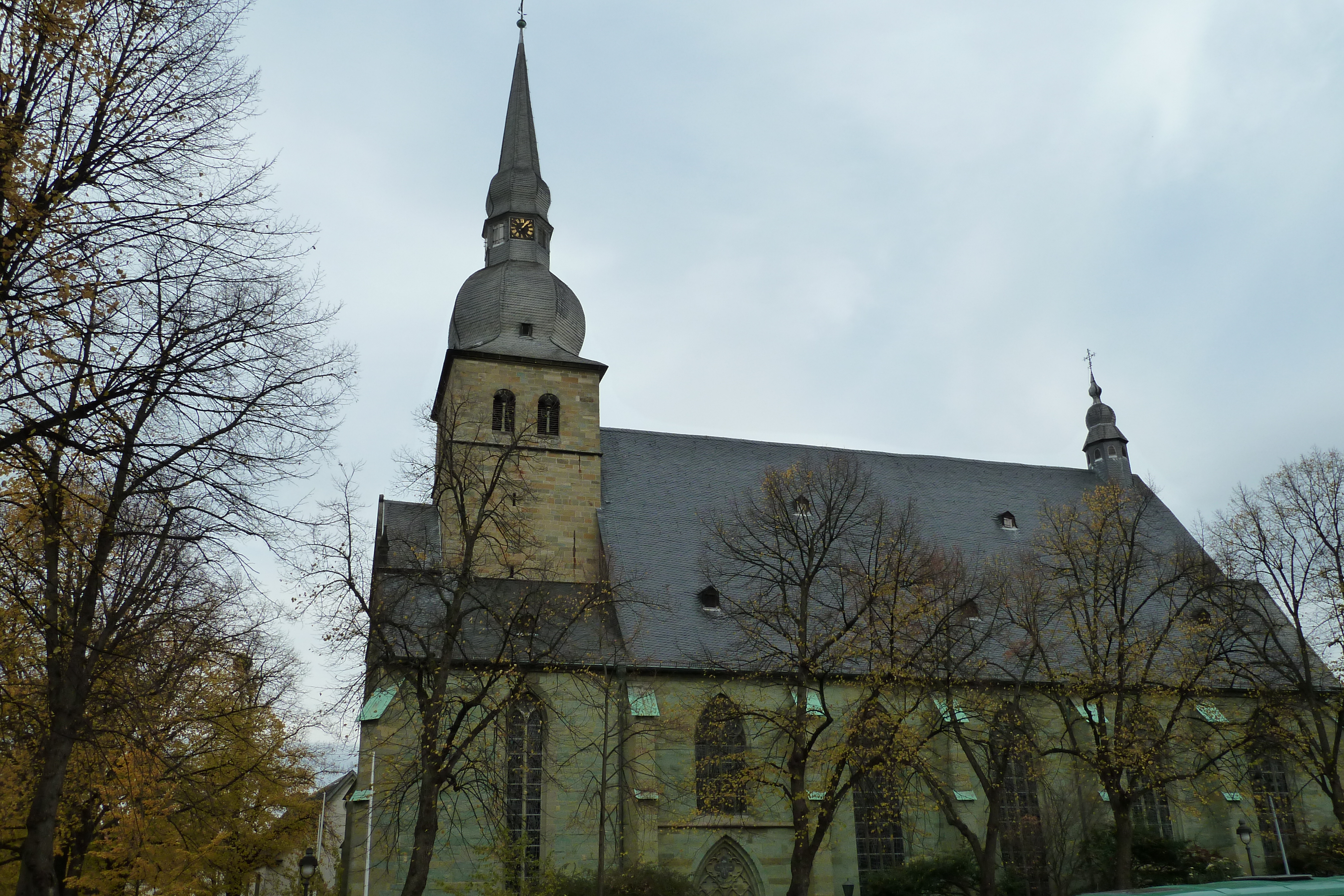
聖ヴァルブルガ首席司祭座教会

#### 教会と宗教建築
- 旧巡礼教会。「奇跡を起こす」聖母像への1661年の巡礼以後、教会はすぐに手狭になった。この教会は1786年に新築されたバロック建築である。巡礼の聖像は、1906年に新しい巡礼教会に移された。
- 巡礼のバシリカ。1904年から1906年に建設された新しい巡礼教会である。この教会は1953年に教皇によってバシリカ・マイナー（ドイツ語版、英語版）に昇格された。教会内には、「悲しみを癒す女性」と呼ばれる、1170年頃に製作されたロマネスク様式の智恵の座の聖母像があり、1年に25万人の巡礼者が訪れる。教会の前庭には1953年以降の教皇の紋章が保管されている。
- 聖ヴァルブルガ首席司祭座教会。14世紀のゴシック様式のホール建築で、バロック様式のウェルシュ風ボンネット型屋根を戴く高さ 25 m の後期ロマネスク様式の塔を持つ。
- ゲンゼフェーデの礼拝堂。バロック様式の礼拝堂で、1680年に聖母に献堂された。この礼拝堂は、長い八角形の平面を持ち、西側3面にそれぞれ扉が設けられている。この礼拝堂の建設資金は、ユーリヒ公の名誉元帥でパーダーボルンとミュンスターの聖堂参事会員であるヨハン・ハインリヒ・フォン・ゲルツェン・ゲナント・フォン・ジンツィヒ男爵の寄進に拠った。入り口上部の彼の紋章がこの事蹟を伝えている。市は建設用地を無料で提供した。
- ファーティフ・モスク。トルコ DİTİB が運営するモスクの1つである。このモスクはコンスタンティノポリの征服者ファーティフ・スルタン・メフメトにちなんで命名された。このモスクは1990年の完成当時ドイツ最初のミナレットを有するモスクであった。この建物には、集会室、売店、コーラン学校がある。
- カトリックの聖ペーター教区教会
- カトリックの聖ノルベルト教区教会
- 悲しみの聖母礼拝堂
- ホーフ・フラーケ礼拝堂

#### その他の建造物

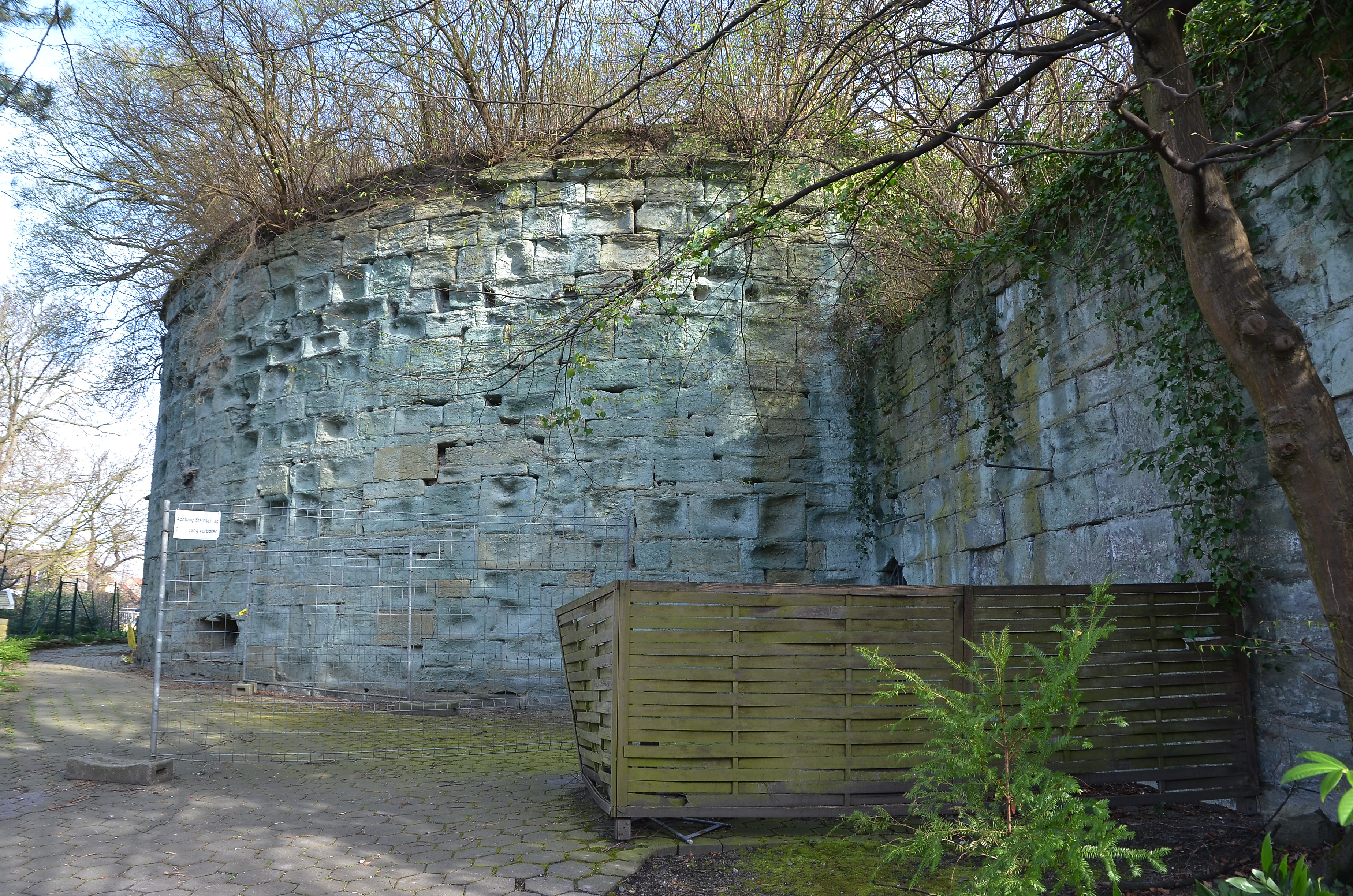
ヴェルル城趾

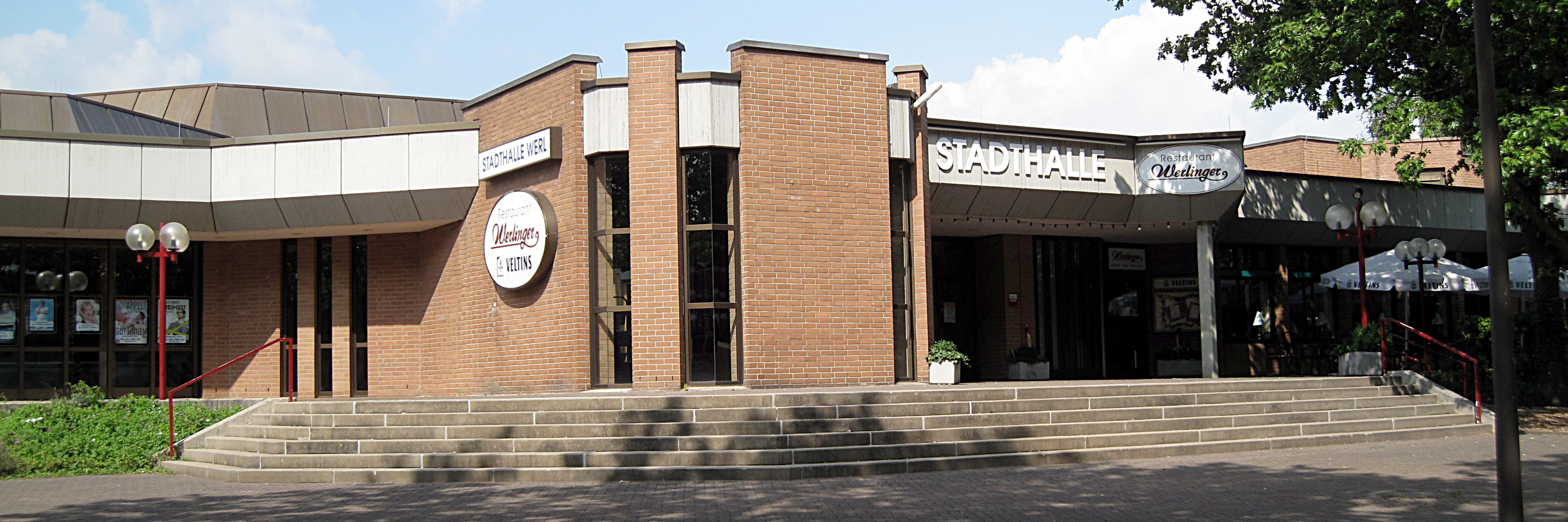
市立ホール

- 城趾: 選帝侯の古い城館跡。この城館は、市の内乱後、1519年から1522年に市壁南西部に緑色砂岩で建設された。この城館は4本の立派な塔で構成されていたが、1756年から1763年の七年戦争で大きな損傷を負った。1820年代には、1本の塔を遺して完全に取り壊され、石材はハムへの道路建設に転用された。現在は、ギムナジウムおよび実科学校に隣接するウルズラ会所有の土地になっている。
- 旧市庁舎: 14世紀から15世紀の堂々たる建造物で、20世紀になるまでヴェルルの行政機関として利用されていた。大規模な修復を受けた後、ヴェルル＝ヴィッケデ (ルール)＝エンゼ音楽学校として新たな役割を果たしている。
- パーペン邸: ケルバーマルクト沿いに建つ世襲製塩業者パーペン＝ケーニンゲン家の邸宅であり、フランツ・フォン・パーペンの生家である。1720年の大火の後に、中世の地下室の基礎上に建設された。18世紀の前期および後期に施された贅沢な飾り漆喰が建物内部を飾っている。
- 旧城吏の館: ケッターポート6番地。この建物の中核部分はおそらく16世紀に建設されたのだが、1830年に改築されている。
- 市立ホール: ゲンゼフェーデに建つ大規模な会議・イベントセンター。ここでは式典や会議が行われる他、ヴェルルの文化プログラムの一部、特に客演の演劇が上演される[42]。
- 駅: 元のドルトムント - ゾースト線の駅舎は1889年に建設されたのだが、何度も増改築がなされ、2004年から2006年に根本的な修復が行われ、その後は文化センター、会議場、鉄道模型愛好会のクラブスペースといった新しい用途に用いられている。改築は、特にコルピング教育センター・ヴェルル・プロジェクトおよびEUのゼノス＝プログラムの支援を受けた。
- 住宅群: いくつかの通りには数多くの木組み建築が遺されているが、その多くは漆喰が塗られたり、改築によって原型が台無しになったりしている。特に美しいまとまりのある景観を遺す通りは、首席司祭座教会へのクレーマーガッセである。
- クレーマーガッセはケンパー通りから首席司祭座教会へ伸びる牧歌的な小道で、大部分が保護文化財に指定されている木組み建築が建ち並ぶ。この小道は19世紀以降、絵画、グラフィック、芸術版画に描かれ、絵はがきにもなっている。
- ケーニンゲン邸
- リーケンベルク邸
- メルスター通り14番地
- ヴァルブルガハウス（ヴェルル）

- パーペン邸
- クレーマーガッセ
- ケーニンゲン邸
- ヴァルブルガハウス

### 広場と公園
マルクト広場は中核市区の中心をなしている。この広場は、南を旧市庁舎および聖ヴァルブルガ首席司祭座教会、東を巡礼バシリカ、西と北を現代のオフィスビルが囲んでいる。西と北には、かつては市民の邸宅があった。また、自動車の通行が禁止されているこの広場の南端はマルクト通りに接している。
ゲンゼフェーデ広場は、市壁の外側のメンスター門（市門）前に位置している。かつては家畜の放牧地、特にガチョウの飼育地であった。現在は、大きなイベントや大規模な巡礼の礼拝の会場となっている。1953年には、ケルンのヨーゼフ・フリングス枢機卿、アデナウアー連邦首相、推定5万人の故郷を逐われた人々が参加した、いわゆる「シレジアの巡礼」が行われた。
ヴェルルのクアパルクは、第二次世界大戦までヴェルルにあった湯治場（クア (Kur) は温泉を意味する）に由来する。クアパルクはヴェルルの塩泉の湯治客の散策に利用された。現在はヴェルル市の「緑の肺」（都市部の緑地帯を比喩的に指す）となっている。新たに造られた枝条架装置を備えたこの公園は、その他に採塩に用いられた木製の構造物や復元された製塩小屋がある。製塩小屋の中では、ヴェルルで何世紀にもわたって営まれてきた製塩について説明がなされている。かつてヴェルルの製塩業の権利所有者で独占的に製塩を行っていた人々は世襲製塩業者 (ドイツ語: Erbsälzer) と呼ばれ、1432年の文書に基づき、1708年に皇帝から帝国貴族階級に叙せられた。製塩の権利と貴族階級は世襲であった。14世紀末には、世襲製塩業者は48家族あった。この製塩業者数は16世紀末には8家族にまで減少した。このうち、リリエン家とパーペン家は現在も存続しているが、それ以外は男性後継者がなく断絶した。

#### ヴェルルの公園墓地
公園墓地は、1850年に市の南東部、ヴルフ製パン工場の隣に設けられた。1850年7月30日にアルテラウゲ司祭がこの墓地を聖別した。ここは街の安息の場であり、ヴェストファーレンで最も美しい墓地の1つに数えられている。この墓地は埋葬文化と造園学的造形の変遷の一例となっている。埋葬地近くに植えられた、トネリコ、クロベ、カエデ、様々な種類のモミは、その一部が保存されているが、装飾豊かな格子で囲まれたかつての家族墓の大部分は撤去された。

### 文化
バート・ゴーデスベルク小劇団と共同で、演劇上演が市立ホールで定期的に行われている。また、ザルツバッハビューネ・ヴェルル e.V. という名前のアマチュア劇団が1996年から毎年マリエンギムナジウムの講堂で演劇作品を6日間上演している。
保護文化財に指定された駅舎内に、「バーンホーフ・ヴェルル」の名称でイベント・催事センターが設けられている。駅は、ヴェルル市のサークル「ヴェルルの文化 e.V.」、不動産所有者のGWS（ヴェルル経済振興・都市開発 GmbH）、実施者としてのヴェルル・コルピング教育会の協力により2005年9月からヴェルルのもう一つの文化の中心となった。この複合体は、地階には切符販売所、屋根裏階には鉄道模型が置かれたヴェルル鉄道愛好会のクラブルームが設けられている。上階にはヴェルル・コルピング教育会の事務所やセミナールームがある。環境形成が現在取り組んでいるプロジェクトである。
ヴェルル音楽文化 e.V. は、バンドフェスティバル「バンズ・アラウンド・ヴェルル」を開催している。このフェスは、地元のバンドに大勢の聴衆の前で自分たちの音楽学作品を演奏するチャンスを与えている。

### 年中行事と祭
- 製塩祭（ジーダーフェスト） - この市祭は1988年から毎年6月にマルクト広場やヴェルルの歩行者専用地区で開催されている。プログラムは、マルクト広場での音楽プログラム、製塩の実演、日曜日のショッピングなどである。
- ミヒャエル週間 - 毎年9月29日（聖ミヒャエルの日）近辺の週はヴェルルが最高潮に達する週である。教会祭やショッピング、がらくた市の他に、この週には、音楽、授賞式、興味深い講演などを含む大規模な文化イベントが開催される。ミヒャエル週間は、1952年からヴェルルで行われてきた「ヴェルルの秋週間」に由来している。
- ヴェルルの農民市 - 毎年収穫祭に、ヴェルルのマルクト広場で農民市が開かれる。ここでは市や周辺の農民たちが野菜や家畜からの生産品を販売する。さらに、たとえば単純な打穀器による打穀といった古い農機具の実演も行われる。また、5年に1度、新旧の農機具を携えたパレードが行われる。
- ヴェルルの貨幣祭 - 貨幣祭はヴェルルの大規模な祭の中では最も新しい祭である。この祭は、17世紀まで有していたヴェルルの貨幣鋳造権を記念して、2001年から毎年開催されている。市内の商人はこの祭を買い物ができる日曜日に利用し、また、がらくた市も開催される。
- 守護聖人祭「聖母の訪問」- 7月2日以後の日曜日に開催されるカトリックの祭「聖母の訪問」は、大規模な巡礼の日である。アルガーミッセン（ドイツ語版、英語版）、デルブリュック、ヴァールシュタイン、アルペ、オルペ、レンハウゼン、ムフ（ドイツ語版、英語版）からの巡礼団や、数多くの個人巡礼者がこの週末にヴェルルに訪れる。ここで彼らは一緒に神事を行い、祈り、祝福する。何千人もの巡礼者たちは、土曜の夕方に行われる「光の行列」や、日曜日の朝の市内行進とそれに続く壮麗な盛会ミサに参加する。ベルギッシェス・ラント（ドイツ語版、英語版）の街ムフからのグループは片道約 150 km の道程をそれぞれ3日ずつかけて徒歩で往復する。徒歩での巡礼者は徐々に増えてきており、特に若者の間で増加している。
- 射撃祭 - 中核市区やその他の市区部で毎年射撃祭が開催される。始まりは、6月初めのホルトゥム（聖ミヒャエル射撃兄弟団）で、6月半ばにマーヴィッケ（聖フーベルトゥス射撃兄弟団）が続く。その後、7月第1週末にビューデリヒ（聖クニベルト射撃兄弟団）、第3週にゼネルン（ゼネルン＝プレプスティング聖ゲオルク射撃兄弟団）、7月末にヴェステンネン（ヴェステンネン聖ゼバスティアヌス射撃兄弟団）、8月第2週末にヒルベック（ヒルベック射撃団）と順次行われ、最後は8月の第3週末にヴェルル（ヴェルル聖ゼバスティアヌス射撃兄弟団）で開催される。
- ヴェルルからゾーストへのジルヴェスターレース - この有名なジルヴェスターレース（大晦日のレース）は、ヴェルルからゾーストまで連邦道 B1号線を使って1982年から行われている。このレースは7,900人以上が参加するドイツ最大のジルヴェスターレースである。レースはヴェルルの市立ホールをスタートとする。最初の2回はマルクト広場からスタートしたが、参加者が増えたため市立ホールがスタートとなった。ゴールは 15 km 離れた、隣町ゾーストのマルクト広場である[45]。
- 巡礼 - 毎年5月13日に最も近い日曜日に巡礼バシリカを終点とするカトリックのポルトガル人グループの行進が行われる。この地域を超えて行われる巡礼は、ポルトガルのファティマの巡礼に由来し、1970年代から行われている。この宗教行事はヴェルル内市街の風物詩となっている[46]。この他にスペイン人グループや、故郷を逐われた人々、障害者の巡礼も行われる。

### 名物料理・食材
- メプケンブロート
- プフェッファーポタスト

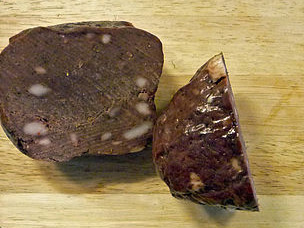
メプケンブロート

- ヴェルラー・クロスタートロプフェン（リキュール）
- ヴェルラー・トロプフェン（リキュール）
- ヴェルラー・ザルツクルステ（塩パン）

## 人物

### 出身者
- ハインリヒ・フォン・ルスティーゲ（1810年 - 1900年）画家
- フランツ・フォン・パーペン（1879年 - 1969年）政治家、ドイツ国首相
- ウラ・ヴィースナー（ドイツ語版、英語版）（1940年 - ）歌手
- マルティン・クレー（1965年 - ）サッカー選手

### ゆかりの人物
- ラルフ・ケーニヒ（ドイツ語版、英語版）（1960年 - ）コミック作家、ヴェステンネンで育った。